# Iveco
Die Iveco S.p.A. (Eigenschreibweise IVECO, Akronym für Industrial Vehicles Corporation) ist ein italienischer Hersteller von Nutzfahrzeugen, der 1975 in Turin gegründet wurde. Die Dachgesellschaft Iveco Group ist an der Borsa Italiana notiert.

## Überblick

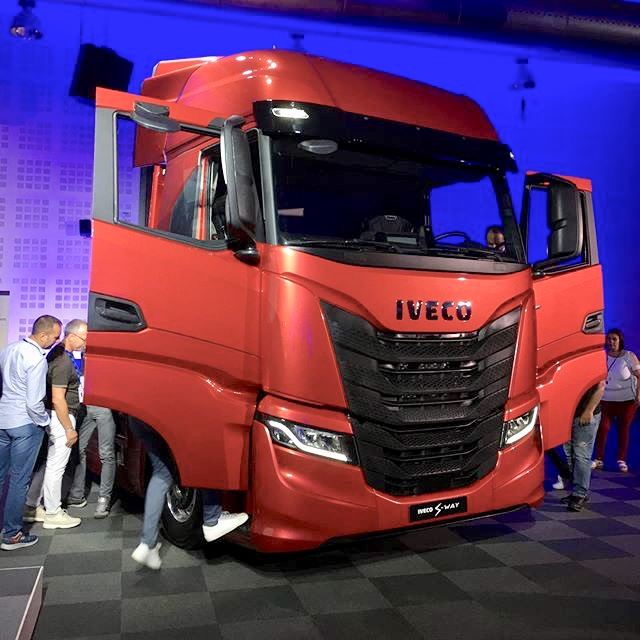
Das 2019 eingeführte Flaggschiff der Produktpalette, die Sattelzugmaschine Iveco S-Way

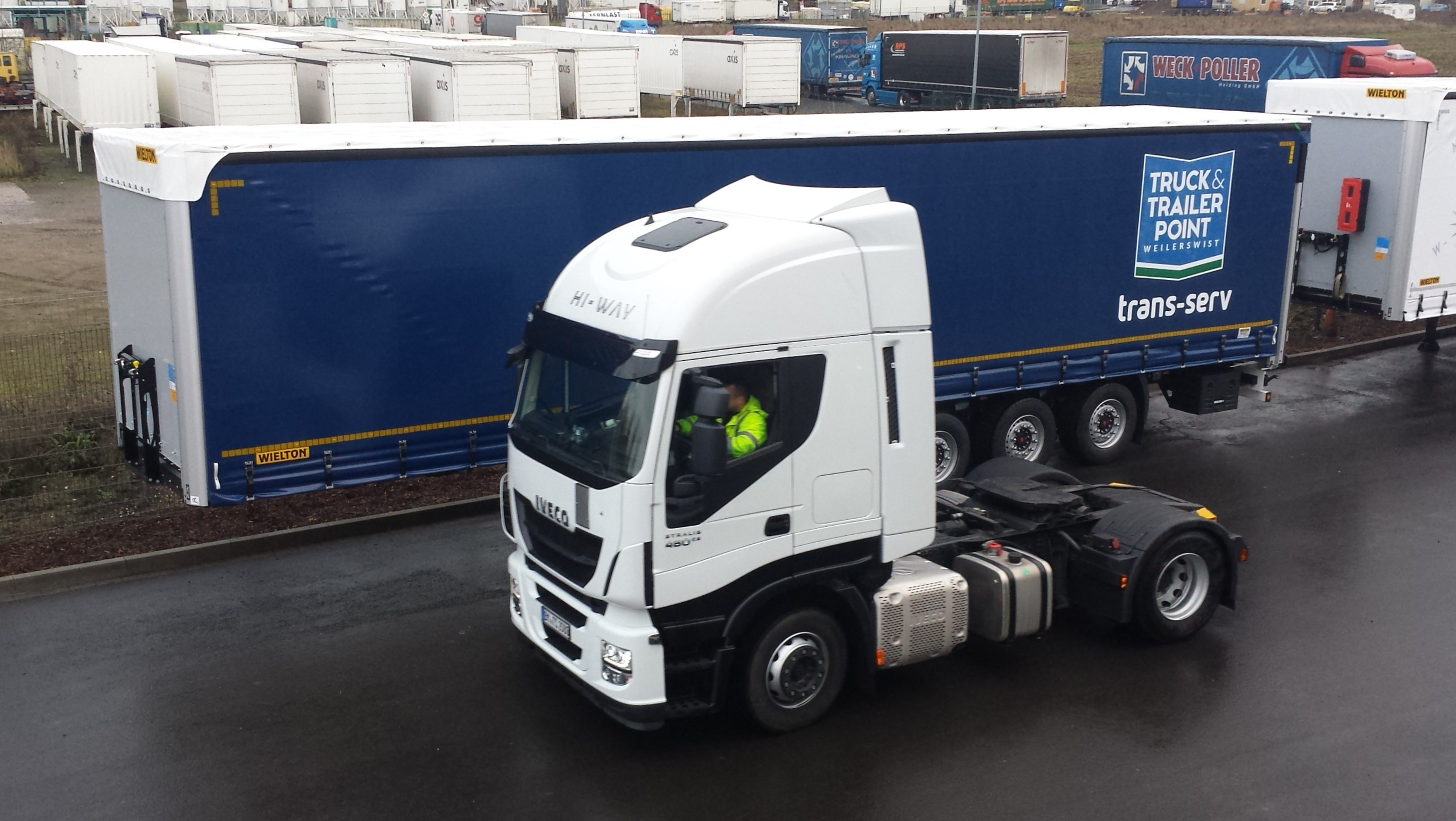
Die populäre Sattelzugmaschine Iveco Stralis vor einem dazugehörigen Sattelauflieger

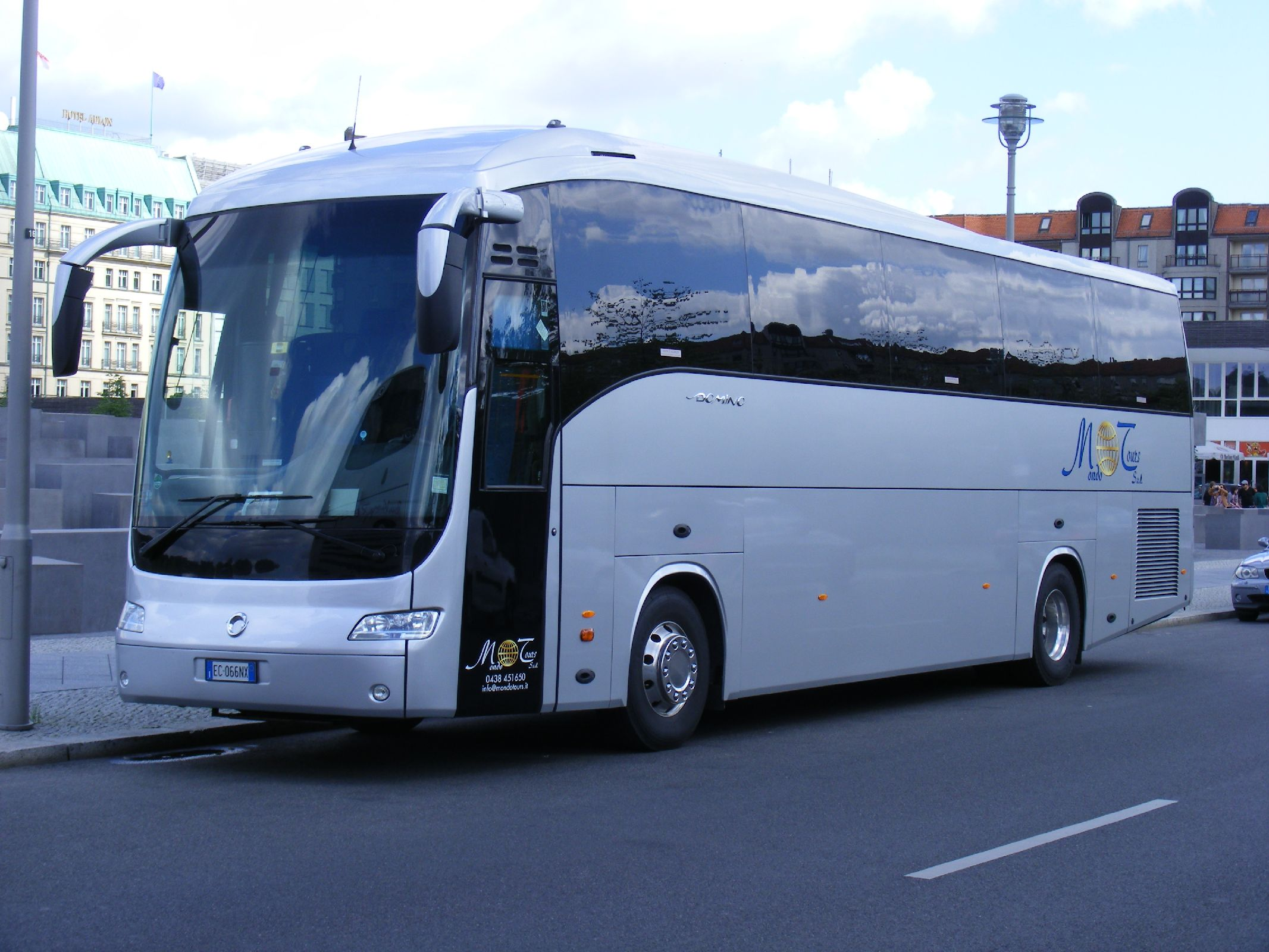
Ein Reisebus der Reihe Irisbus Domino in Berlin

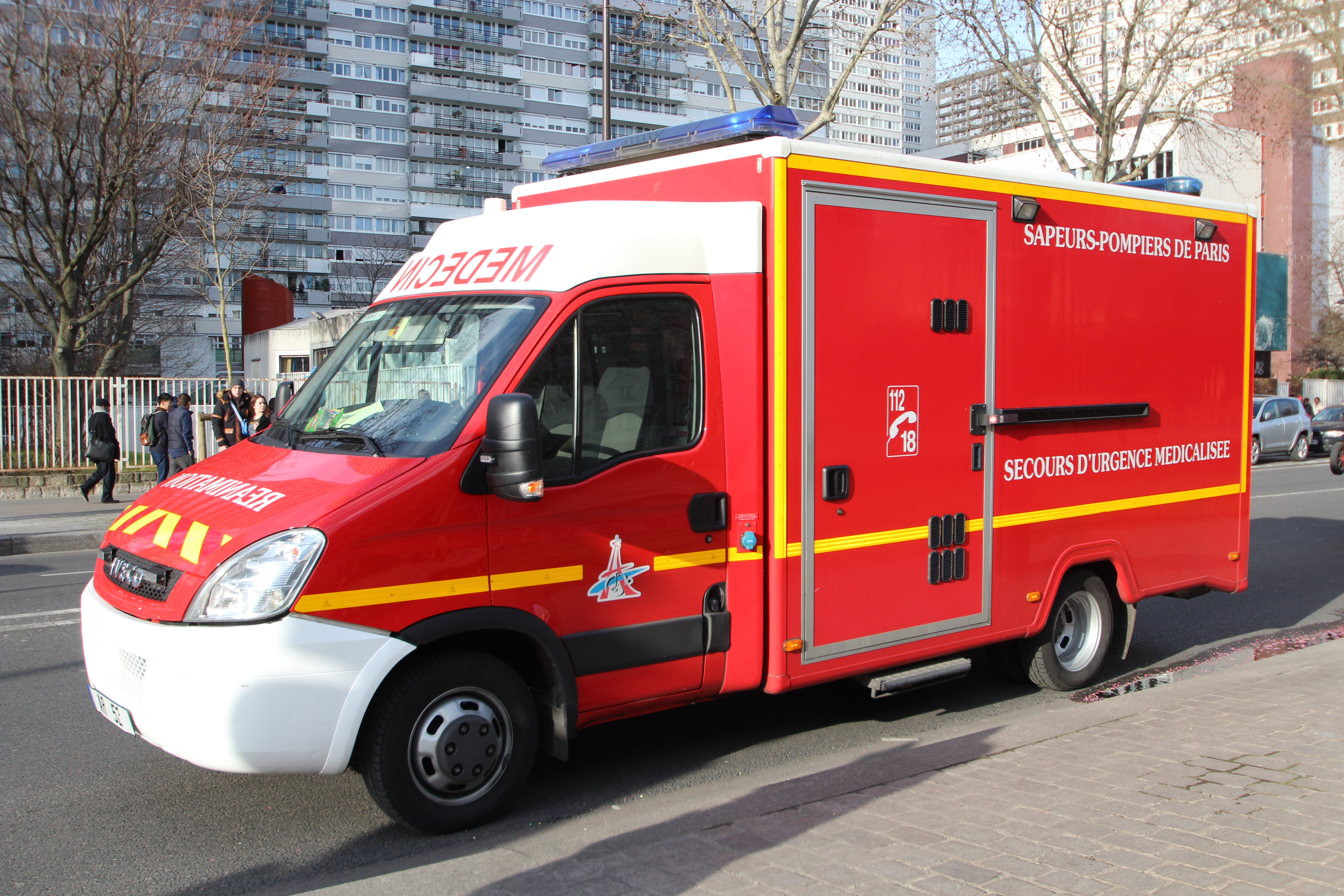
Rettungswagen auf Basis des Iveco Daily

Iveco entstand 1975 als Zusammenschluss der Lkw-Sparte von Fiat, des italienischen Lkw-Herstellers OM (Officine Meccaniche), des französischen Lkw-Herstellers Unic sowie der deutschen Magirus-Deutz unter Federführung des Fiat-Konzerns, dem das neue Unternehmen zu 80 % gehörte. Zunächst hielt Klöckner-Humboldt-Deutz (der frühere Mutterkonzern von Magirus-Deutz) die restlichen 20 % der Anteile an Iveco; diese gingen jedoch 1980 ebenfalls an den Fiat-Konzern, der fortan Alleineigentümer war. Bereits 1975 war die schon unbedeutend gewordene Nutzfahrzeugsparte des zu Fiat gehörenden Herstellers Lancia in die neue Iveco eingegangen. 1986 wurde die Lkw-Sparte von Alfa Romeo übernommen. Von 2010 an gehörte Iveco nach der Aufspaltung des Fiat-Konzerns zu Fiat Industrial, seit deren Fusion mit ihrer Mehrheitsbeteiligung CNH Global zu CNH Industrial bis 2022 zu eben dieser.
Kernfelder der Produktion sind Transporter, leichte bis schwere Lastkraftwagen (Lkw) für den Nah- und für den Fernverkehr, Omnibusse, Baufahrzeuge und Feuerwehrfahrzeuge. Auch die Herstellung von Dieselmotoren für verschiedene Bereiche gehört zu den Aktivitäten von Iveco. Iveco ist der zweitgrößte Hersteller von Lkw in Europa (Marktanteil ca. 20 %), der größte Hersteller von Dieselmotoren weltweit. Die Produktion beträgt etwa 200.000 Nutzfahrzeuge und 460.000 Dieselmotoren pro Jahr. Neben den Lkw, in die 40 % der Motoren eingebaut werden (Tector, Cursor), Traktoren sowie in Fahrzeuge anderer Hersteller (SOFIM), werden sie zum Beispiel als Industriemotoren, Schiffsmotoren und Antriebe für Notstromaggregate verwendet (Turin-8000, Pregnana-Milanese). Iveco betreibt weltweit 49 Fabriken und 15 Entwicklungsabteilungen und beschäftigt 31.000 Mitarbeiter. Der Verkauf erfolgte in 19 Staaten (Stand der Zahlen: 2005).

### Daten der Unternehmensgeschichte
- 1974: Klöckner-Humboldt-Deutz AG (KHD) und der Fiat-Konzern vereinbaren eine Kooperation im Nutzfahrzeugsektor, die Iveco AG (Industrial Vehicles Corporation) wird zunächst von Fiat allein gegründet
- 1975: KHD bringt seine Nutzfahrzeugaktivitäten in Form der Magirus-Deutz AG in die Iveco ein und erhält dafür eine Beteiligung in Höhe von 20 % an der neuen Iveco AG
- 1976: Gründung des libyschen Joint Ventures Trucks and Bus Company
- 1980: KHD verkauft seine Iveco-Anteile an Fiat
- 1981: Heinz W. Hahn wird Executive Vice President von Iveco[3]
- 1982: Gründung eines Gemeinschaftsunternehmens mit der Adolph Saurer AG zur Motorenentwicklung
- 1982: Schließung des Buswerkes von Magirus-Deutz in Mainz und Aufgabe der Busproduktion in Deutschland
- 1983: Umbenennung der Magirus-Deutz in Iveco Magirus
- 1985: Joint-Venture mit der Ford UK Truck Division
- 1986: Vollständige Übernahme von Ford Truck UK
- 1987: Übernahme von Astra
- 1990: Übernahme der restlichen Anteile an der gemeinsamen Motorenentwicklung Saurer/Iveco durch Iveco
- 1990: Eingliederung von Pegaso (und deren Tochterfirma Seddon Atkinson) in die Iveco-Gruppe
- 1992: Übernahme von International Trucks Australia
- 1996: Iveco gründet ein Joint-Venture mit NAC (Nanjing Automobile Group) in China unter dem Namen Naveco
- 1997: Gründung der Iveco Mercosul in Brasilien, die die Lkw-Produktion für Südamerika übernimmt
- 1997: Schließung des Werkes Langley und damit Aufgabe der Produktion in Großbritannien
- 1999: Iveco gründet zusammen mit Renault Vehicules Industrielles (RVI) das gemeinsame Tochterunternehmen Irisbus, in dem die Busaktivitäten beider Hersteller zusammengefasst werden
- 2003: Übernahme der Anteile von Renault an Irisbus, Iveco wird alleiniger Eigentümer
- 2006: weitere Kooperationsübereinkommen zwischen NAC und Iveco Italy
- 2007: Kooperation zwischen Iveco und SAIC (Shanghai Automobile Industry Cooperation Group) in China
- 2007: Iveco plant eine Zusammenarbeit mit dem größten indischen Nutzfahrzeughersteller Tata Motors
- 2011: Fiat gliedert die komplette Spezialfahrzeugsparte (inkl. Bau- und Landmaschinen) aus. Zusammen mit CNH (Case/New-Holland) geht Iveco als Fiat Industrial an die Mailänder Börse; die Agnelli-Familie bleibt via Exor jeweils grösster Einzelaktionär
- 2012: Die Lastwagenproduktion in Ulm endet[4]
- 2013: Fusion von Fiat Industrial mit CNH Global zu zu CNH Industrial;
- 2019: Verkündung Kooperation mit Nikola Motor Company[5]
- 2020: Entscheidung zur Produktion des Nikola Tre in Ulm[6]
- 2021: Eröffnung des gemeinsamen Werks in Ulm
- 2022: Abspaltung von CNH Industrial und Börsengang der Iveco Group; die Agnelli-Familie bleibt via Exor grösster Einzelaktionär[1]
- 2025: Verkauf von Magirus und des Militärbereichs IVG; Ankündigung eines Übernahmeangebots für die Iveco Group durch den indischen Tata-Konzern mit Verkauf durch Exor ihres verbleibenden Aktienpakets

### Struktur des Unternehmens bei der Gründung
Zu Iveco haben sich 1975 folgende Nutzfahrzeughersteller zusammengeschlossen:
- Fiat Veicoli Industriali (Turin/Italien)
- Lancia Veicoli Speciali (Bozen/Italien)
- OM (Officine Meccaniche) (Brescia/Italien)
- UNIC (Puteaux/Frankreich)
- Magirus Deutz (Ulm/Deutschland)

### Spätere Übernahmen, Restrukturierungen und Verkäufe
Später wurden von Iveco folgende Hersteller übernommen:
- Übernahme unter späterer Aufgabe des Namens:
  - Ford Europa (GB) (Markenname in Europa als Lkw-Hersteller aufgegeben)
  - Motorenentwicklung der Adolph Saurer AG (Schweiz) (Markenname für Lkw aufgegeben, dieser ging jedoch nicht an Iveco)
  - ENASA/Pegaso (Spanien) (Markenname als Lkw-Hersteller aufgegeben)
  - Seddon Atkinson (GB) (Markenname als Lkw-Hersteller aufgegeben)

- Übernahme unter Fortführung des Namens:
  - Astra (Piacenza/Italien)

- Ausgründung unter neuem Namen und spätere Wieder-Übernahme:
  - Irisbus (Saint-Priest/Frankreich) (1999 als Zusammenschluss der Bussparten von Iveco und Renault Vehicules Industrielles (RVI) sowie angeschlossener weiterer Hersteller entstanden, 2003 vollständig von Iveco übernommen; seit 2013 als Iveco Bus)

- International Trucks Australia (lokale Ausprägung von US-Firma International Harvester / Navistar)

Außerdem war Iveco Initiator der Eurofire-Firmengruppe, die aus den Firmen Iveco Magirus Brandschutztechnik GmbH mit Werken in Ulm, Weisweil und Görlitz (Deutschland), Lohr-Magirus Feuerwehrtechnik in Kainbach (Österreich), Iveco Mezzi Speciali in Brescia (Italien) und Eurofire-Camiva in Chambéry (Frankreich) bestand. Seit 2005 sind die Aktivitäten von Iveco im Brandschutzbereich unter der Dachmarke Iveco Magirus zusammengefasst, die aus den Einzelmarken Magirus, Lohr-Magirus und Camiva besteht. Die Namen Eurofire und Iveco Mezzi Speciali wurden aufgegeben. Im Januar 2025 übernahm der deutsche Finanzinvestor Mutares den Feuerwehrfahrzeughersteller Magirus von der Iveco Group.
Im Juli 2025 wurde der Verkauf der verbleibenden Exor-Beteiligung von 27 % an der Iveco Group an den indischen Tata-Konzern bekanntgegeben; am gleichen Tag wurde in einer separaten Transaktion der Militärbereich, Iveco Defence Vehicles (IDV), an den italienischen Rüstungskonzern Leonardo verkauft.

## Produktionsstandorte
- Bozen: LMV,[10] LMV 2
- Brescia: Eurocargo
- Madrid: S-Way
- Suzzara: Daily

## Nutzfahrzeuge von Iveco

### Entwicklung von 1975 bis 1992: das Zusammenwachsen der alten Marken
Da in den Sortimenten der Vorgängerunternehmen bei der Entstehung von Iveco insgesamt recht moderne Lastwagenmodelle zur Verfügung standen, bestand das Modellprogramm der Marke Iveco nach der Gründung zunächst aus einer Auswahl derjenigen Fahrzeugtypen, die von diesen in der Iveco aufgegangenen Einzelunternehmen stammten. Diese Modelle wurden von nun an konzernweit angeboten, und zwar in den jeweiligen Heimatländern der verschiedenen Ursprungsmarken zunächst jeweils unter Beibehaltung des bisherigen Namens (in Frankreich zum Beispiel als UNIC und in Deutschland als Magirus-Deutz) mit einem zunächst noch recht unauffälligen und kleinen Zusatz „Iveco“. Die Fahrzeuge von Iveco trugen in den Anfangsjahren die alten Markennamen noch deutlich am Kühler, als Zeichen der Zugehörigkeit zum neuen Unternehmen kam jedoch (allerdings recht klein) das seinerzeitige Iveco-Logo (ein stilisierter Kleinbuchstabe „i“, darin eingebettet der Name „Iveco“) hinzu. Allerdings fand gegenüber den zuvor angebotenen Modellen der Vorgänger eine teilweise Typenbereinigung statt, beispielsweise ersetzte die von OM stammende X-Reihe in Deutschland die leichten Eicher-Typen von Magirus-Deutz.
Bei den übernommenen Baumustern handelt es sich im Einzelnen um:
- leichte Lkw der Anfang der 1970er-Jahre von OM auf Basis älterer Vorgängertypen weiterentwickelten X-Reihe. Diese wurden später als Iveco (Turbo-)Zeta in der Gewichtsklasse von 5 bis 8 Tonnen Gesamtgewicht verkauft und deckten somit den Markt vom Großtransporter bis zum leichten Verteiler-Lkw ab. Diese Baureihe blieb bis zur Einführung des ersten Iveco EuroCargo 1992 im Programm.
- die leichte bis mittelschwere MK-Baureihe, bei der es sich um die Magirus-Deutz-Version des sog. Vierer-Club-Fahrzeugs handelte. Dieses Modell war bei Magirus-Deutz erst 1975 erschienen und wurde ebenfalls ins Iveco-Angebot übernommen. Es wurde ebenfalls bis zur Einführung des Iveco EuroCargo 1992 gebaut. Die MK-Baureihe reichte zunächst von 6,6 bis 13 Tonnen Gesamtgewicht, die leichteren Modelle fielen aber wenig später wegen der Überschneidung mit der X-Reihe weg.
- die 1971 auf den Markt gebrachten mittelschweren bis schweren Eckhauber von Magirus-Deutz (die „Baubullen“). Diese wurden überwiegend als Baufahrzeuge verwendet und bedienten die Nachfrage nach Gesamtgewichten zwischen 13 und (zuletzt) 33 Tonnen. Diese Modellreihe lief zum Schluss als Iveco PA-Reihe für den deutschen Markt erst 1993 aus, für ausländische Märkte wurden die schweren Hauber noch bis 2003 angeboten.

UNIC produzierte bis 1975 eine komplett in Frankreich entwickelte leichte, mittelschwere und schwere LKW-Baureihe mit eigenen Motoren. Ab 1970 wurden die Frontlenker-Kippkabinen von Genève durch die FIAT-Kippkabinen ersetzt. In Italien wurde der UNIC 340 ab 1971 als OM 190 (4x2) und 260 (6x4) verkauft.
Von UNIC wurde nur ein am Ende noch entwickelter 6-Zylinder-Motor mit 200 PS in die Iveco eingebracht. Ansonsten wurde die ganze UNIC-Produktion Ende 1975 ersatzlos eingestellt.
Abweichend war der Sachverhalt in den Anfangsjahren der Iveco bei den mittleren und schweren Frontlenker-Modellen ab 14 Tonnen Gesamtgewicht. Zunächst unter dem neuen Namen weitergebaut wurden die schweren Fernverkehrslastwagen aus dem ehemaligen Fiat-Programm, z. B. der Typ 160 NC, die es identisch auch bisher schon unter den Namen OM und UNIC gegeben hatte. Diese wurden beispielsweise auch in Deutschland noch bis 1977 über ein eigenes Händlernetz unter dem Namen Fiat verkauft. Bis zu diesem Zeitpunkt blieben als alleinige schwere Frontlenker in Deutschland noch die von Magirus-Deutz stammenden alten Fernverkehrsmodelle der D-Reihe im Angebot, die noch über das auf das Jahr 1963 zurückgehende kubische TE-Fahrerhaus (TransEuropa) mit der markanten Stufe im Dach verfügten.
1977 kamen, obwohl gemäß vereinbarter Arbeitsteilung die Entwicklung der schweren Modelle seit der Iveco-Gründung vom Ulmer Magirus-Werk übernommen wurde, neue mittlere und schwere Frontlenker mit mittellangen (diese Version fehlte zuvor im Programm von Magirus-Deutz) und langen Fernverkehrs-Fahrerhäusern auf den Markt, die sich technisch und optisch stark an die Vorgänger aus dem Fiat-Programm anlehnten. Diese Modelle erhielten zunächst den Namen M-Reihe. Die Fahrerhäuser waren, wie diejenigen von Fiat bereits zuvor, deutlich rundlicher als die der deutschen Vorgänger oder auch der noch recht neuen MK-Baureihe. Auch die Motoren wurden von Fiat übernommen beziehungsweise weiterentwickelt. Dies war insofern naheliegend, da innerhalb der Iveco nur die die aus dem Fiat-Regal stammenden Maschinen wassergekühlt waren, was zu diesem Zeitpunkt in Europa im Fernverkehr bereits allgemein üblich war, während Magirus-Deutz zu diesem Zeitpunkt noch ausschließlich auf die dort traditionell verbauten luftgekühlten Motoren gesetzt hatte. Das breite Sortiment luftgekühlter Motoren von Magirus-Deutz ging nun seinerseits in die neue Iveco-Modellpalette ein und wurde nun auf Wunsch innerhalb des gesamten Firmenverbundes angeboten, umgekehrt waren die von Fiat und OM stammenden wassergekühlten Maschinen auch bei den ehemaligen Magirus-Deutz-Modellen erhältlich, so dass in dieser Hinsicht Iveco als einziger westeuropäischer Hersteller in den nächsten Jahren „zweigleisig“ fuhr.
Zeitgleich zur neuen M-Baureihe wurden in Italien auch die älteren Fiat-Lkw parallel noch bis in die 1980er-Jahre gebaut. Die ehemaligen Magirus-Deutz-Fernverkehrsmodelle wurden recht schnell durch die neuen Typen abgelöst, dennoch wurde das letzte Modell mit dem alten TE-Fernfahrerhaus erst 1981 aus dem Angebot gestrichen. Da es die Fahrerhäuser der M-Reihe in Deutschland zunächst nicht als ganz kurze Versionen gab, wurden die schweren Nahverkehrsmodelle bis 1983 weiter mit dem kubischen D-Fahrerhaus von Magirus-Deutz gebaut, Feuerwehrfahrzeuge und vergleichbare Fahrzeuge für andere Organisationen wie DRK oder THW behielten es sogar bis 1987.

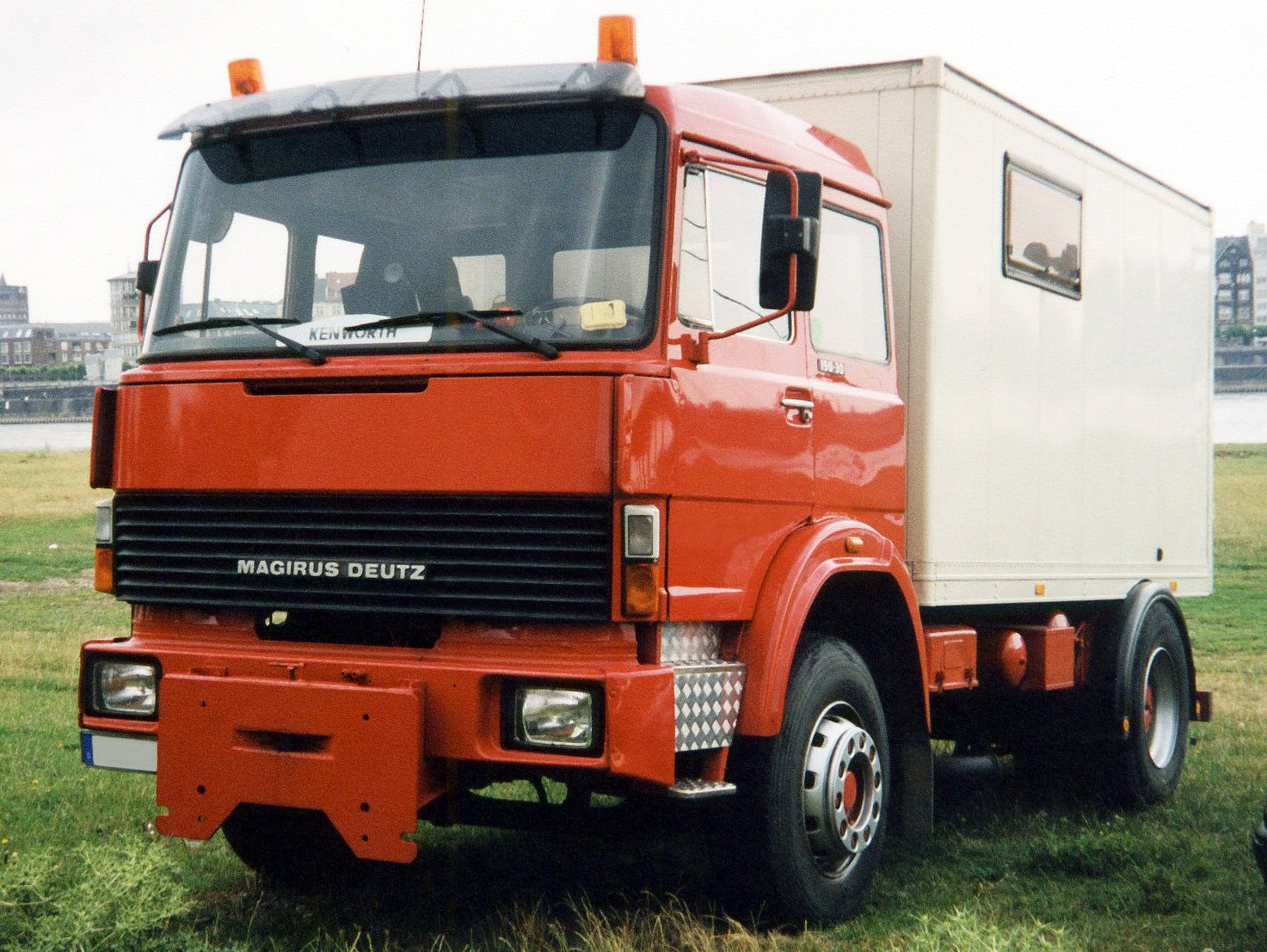
IVECO T-Reihe als Magirus-Deutz (Magirus-Logo fehlt)
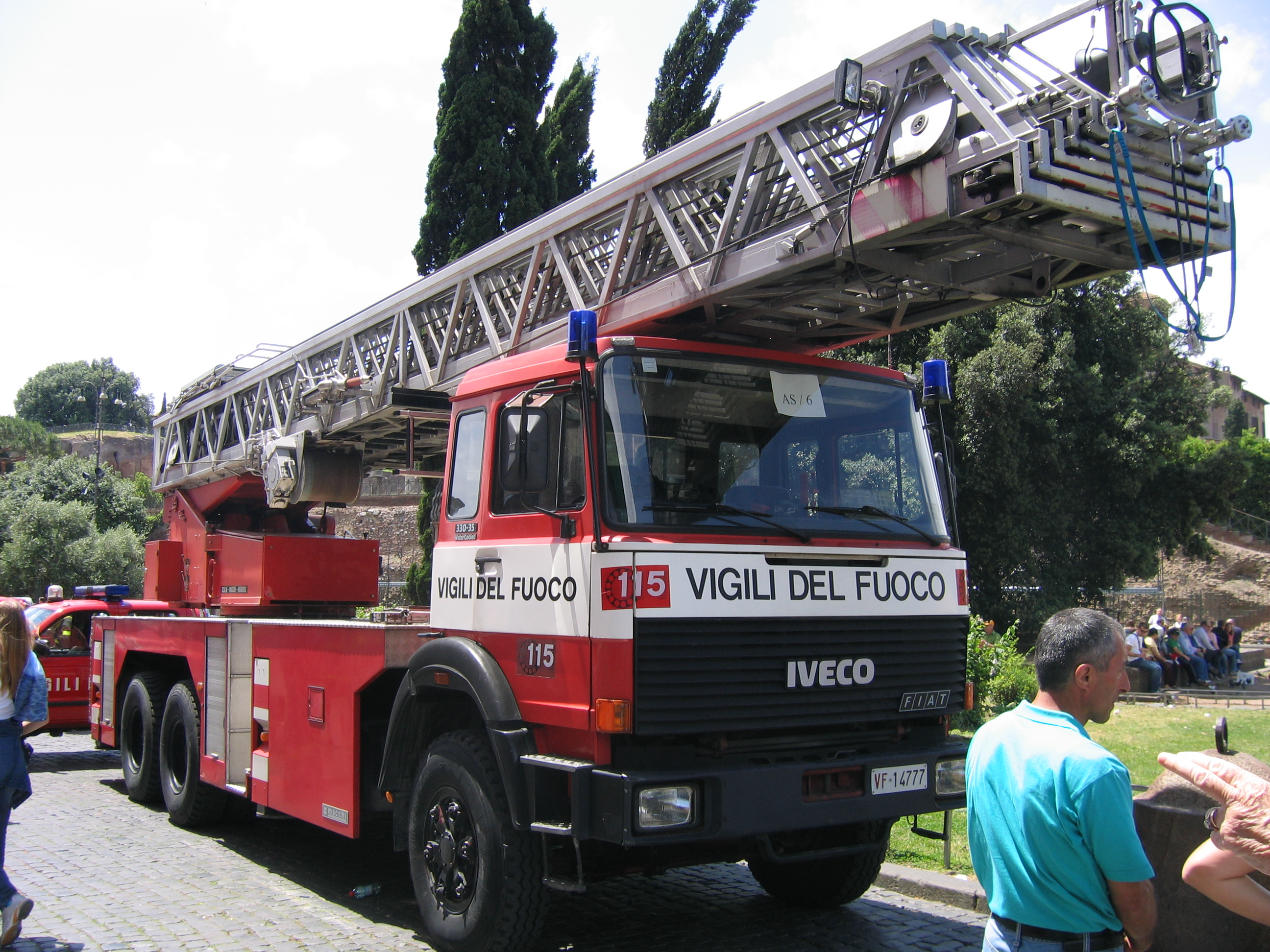
IVECO T-Reihe als IVECO-Fiat
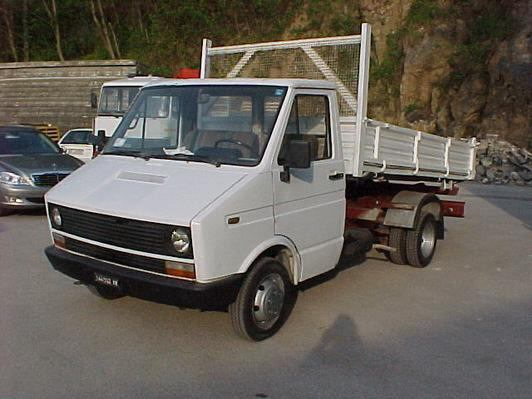
IVECO Daily

1978 erschien, das Sortiment nach unten abrundend, der Iveco Daily als Kleintransporter. Er wurde zunächst von Fiat, Alfa Romeo und OM entwickelt und auch bei OM gefertigt und zunächst als Fiat verkauft. 1980 erschien er dann baugleich auf dem deutschen Markt auch als Iveco, ab 1983 wurde er nur noch unter diesem Namen angeboten. Der Daily trägt den derzeit ältesten noch verwendeten Produktnamen und ist seit 2014 in inzwischen sechster Generation noch immer im Programm.
Ab 1982 war die neue Marke Iveco optisch deutlich präsenter: An der Kühlerblende in Fahrzeugmitte prangte nun der deutlich lesbare Iveco-Schriftzug, während die vorherigen Einzelmarken nur mehr mit einem kleinen Schriftzug an der Seite gekennzeichnet wurden. Die eher traditionsbewussten Kunden wurden so langsam an die neue Marke herangeführt. Ab Mitte der 1980er-Jahre fielen die alten Namen endgültig weg, es verblieb allein der Name Iveco. Einzig die Lastwagenmarke OM war bereits 1980 verschwunden.

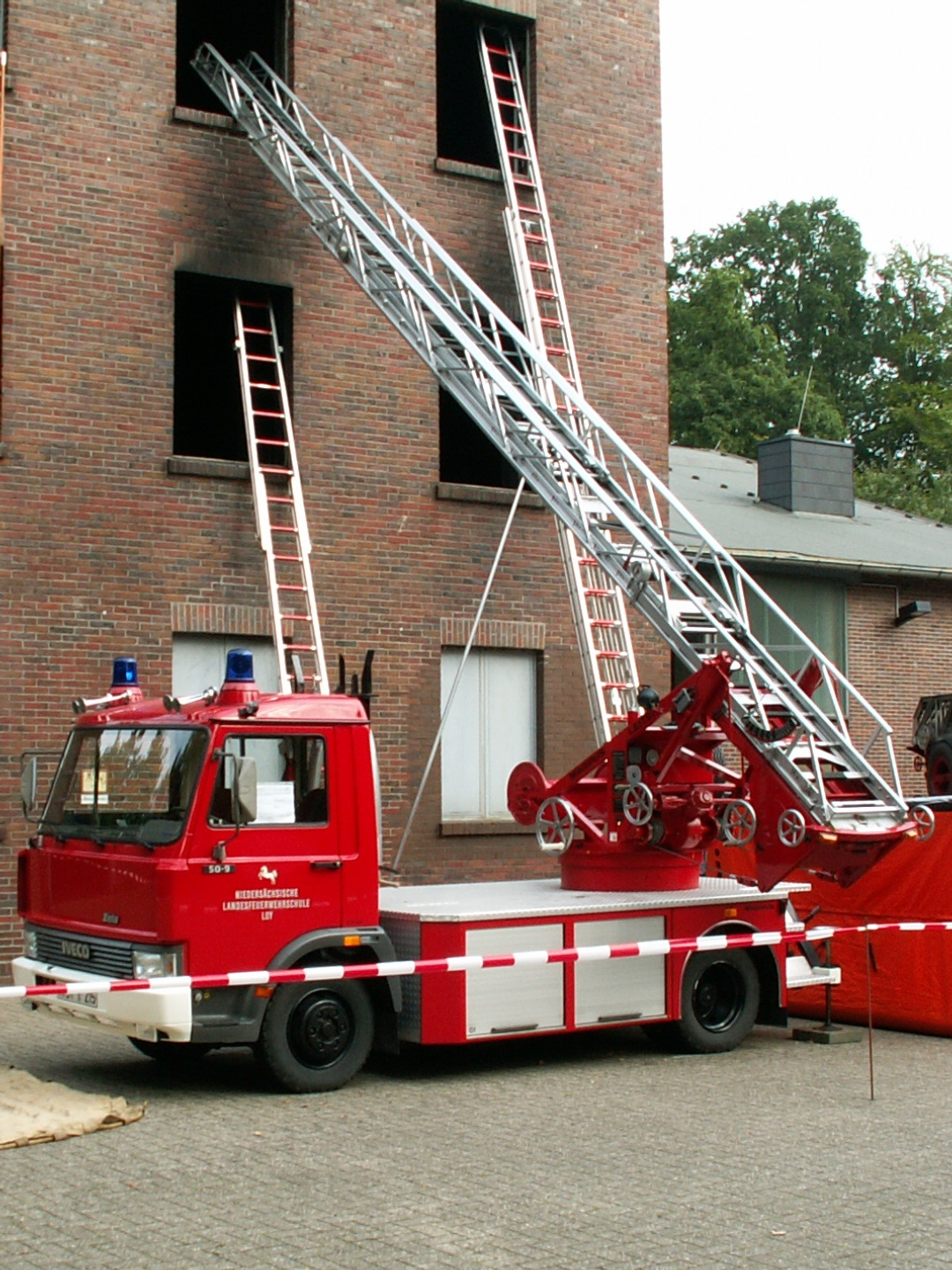
Iveco Zeta (Fahrzeug der X-Reihe übernommen aus dem OM-Programm)
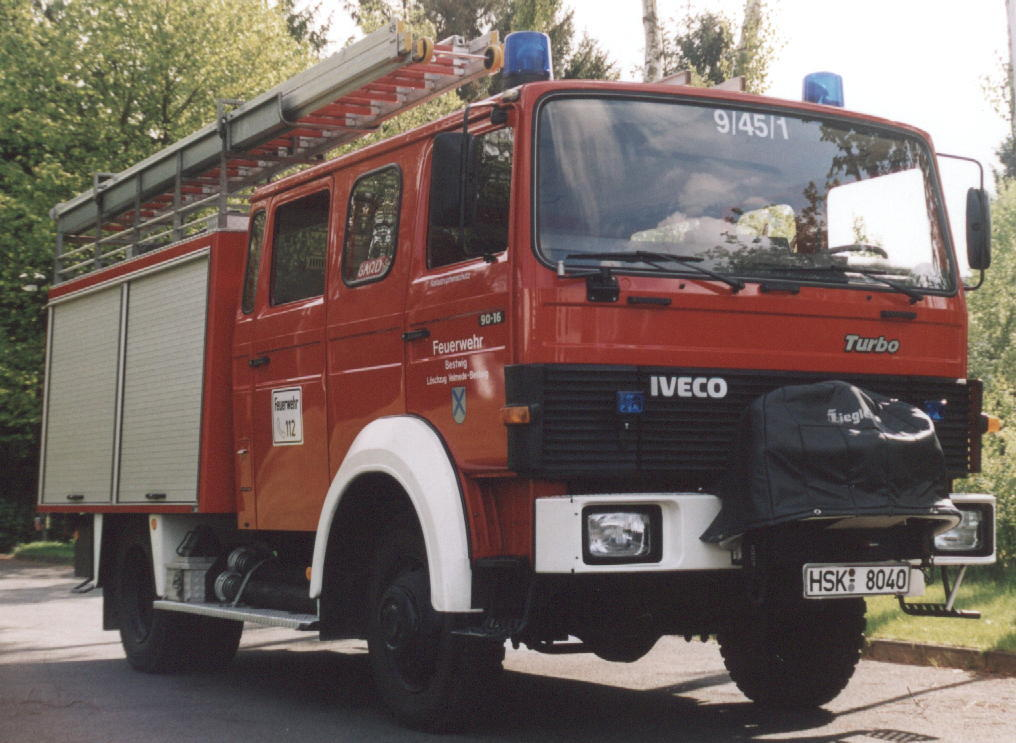
Iveco 90-16 (Vierer-Club-Fahrzeug der MK-Reihe übernommen aus dem Magirus-Deutz-Programm)
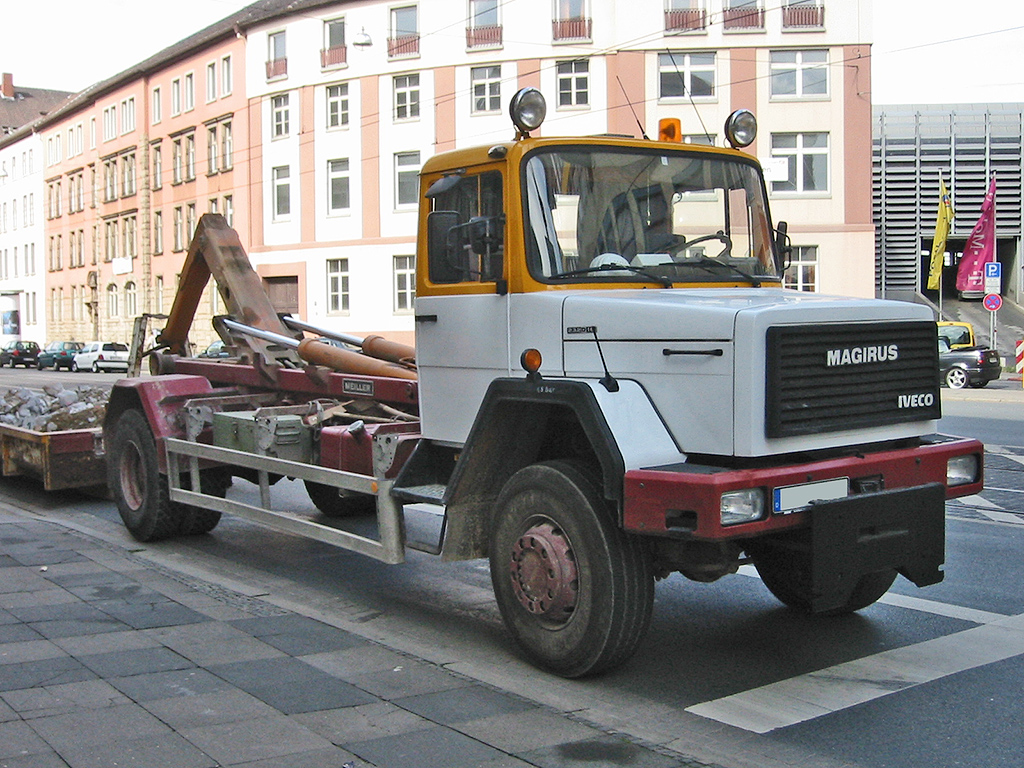
Iveco-Magirus 232D16 (Haubenwagen aus dem Magirus-Deutz-Programm)
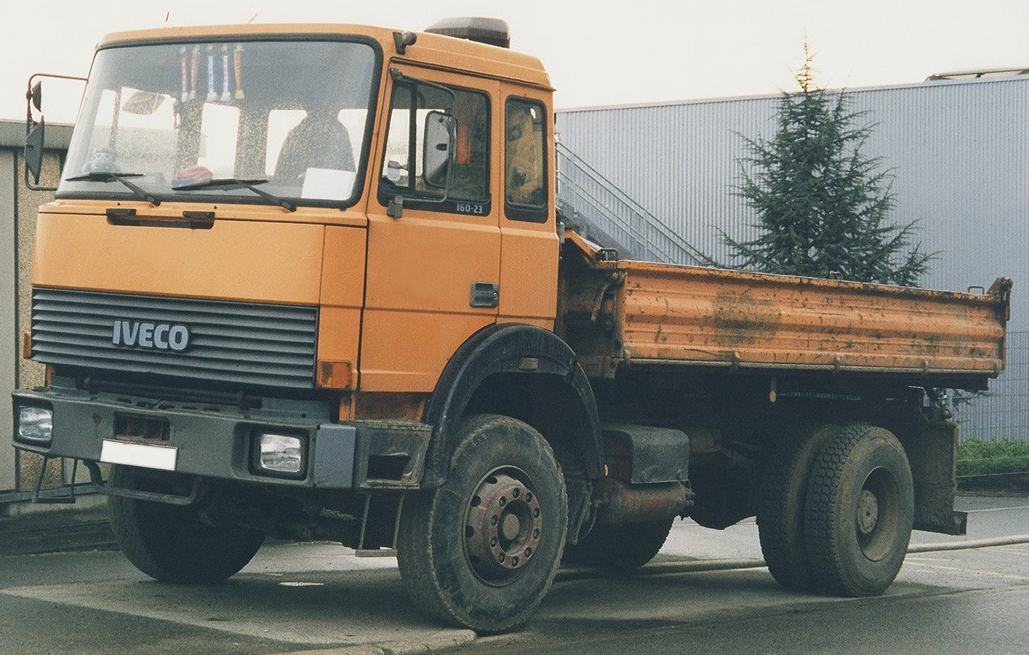
Iveco 160-23 (Fahrzeug der T-Reihe als Weiterentwicklung von Fiat-Lkw)

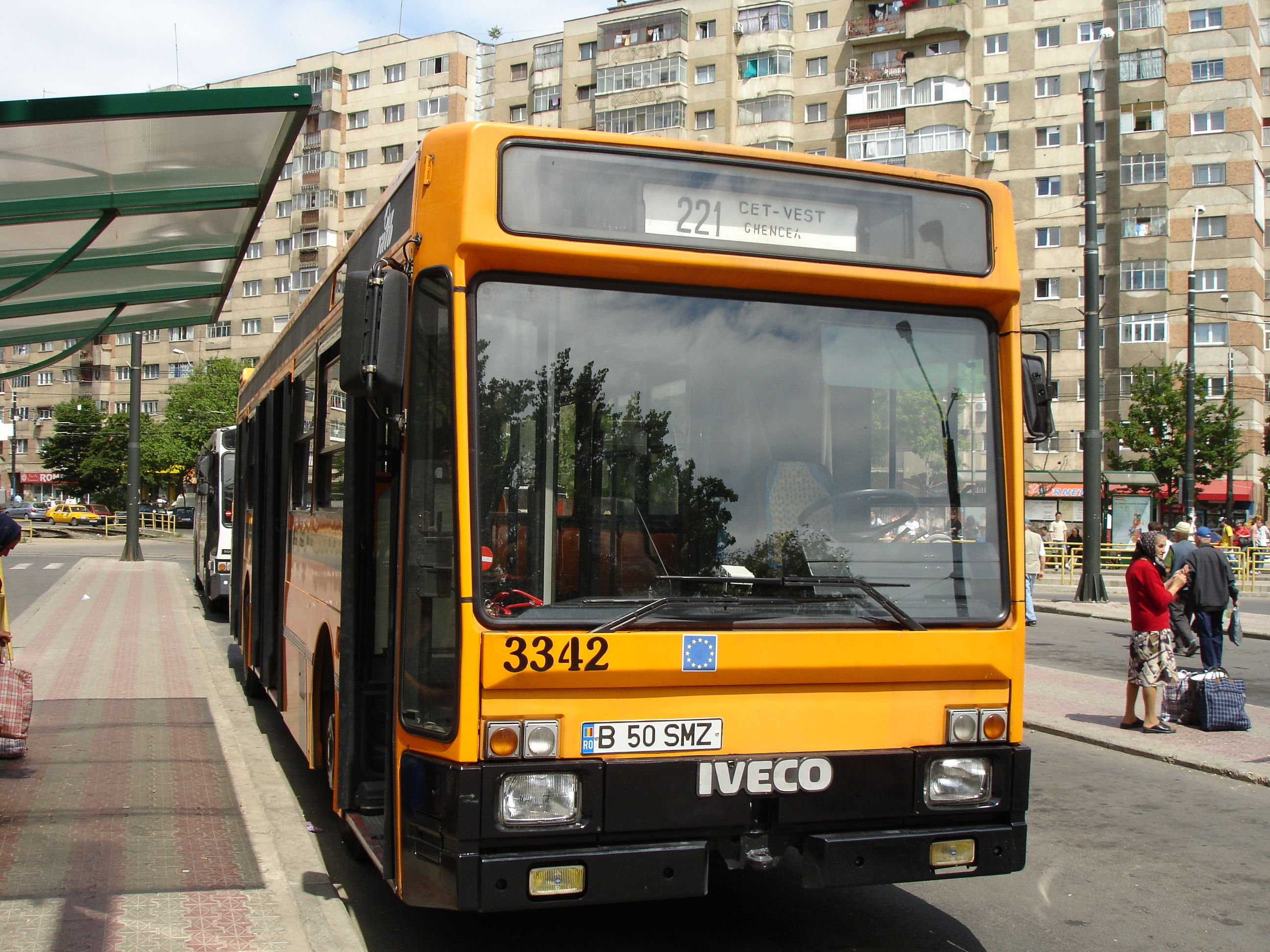
Italienischer Iveco-Linienbus in Rumänien

Ebenfalls im Jahr 1982 wurde die Omnibus-Herstellung in Deutschland eingestellt und das Buswerk in Mainz-Mombach geschlossen, nachdem die Modelle bis dahin noch die sukzessive Namensumstellung analog den Lastwagen mitgemacht und zum Schluss sogar noch den großen Iveco-Schriftzug erhalten hatten. Die standardisierten Linienbusse für den deutschen Markt waren bis dahin aus dem ehemaligen Magirus-Deutz-Programm erhalten geblieben, die älteren Reisebusse der TR-Reihe hatten bereits 1978 für das aus dem Fiat-Konzern stammende und auch ausschließlich in Italien gebaute Modell M 2000 Platz gemacht, welches 1982 mit dem Ende der Busfertigung in Deutschland auch aus dem hiesigen Programm entfiel. Der kleinere Club-Reisebus R 81, der ebenfalls noch aus der Magirus-Deutz-Erbmasse stammte, war 1978 dem Design des neuen M 2000 angepasst worden und hatte zwischenzeitlich noch neue turbo-aufgeladene Motoren erhalten. Auch dieses Modell lief mit der Werksschließung 1982 aus. In Italien, wo Iveco im Omnibusbau vor allem bei den Linienbussen sehr stark war, lief die Produktion unverändert weiter. Erst seit Mitte der 1990er-Jahre gab es auch wieder Iveco-Reisebusse im deutschen Angebot, die allerdings so gut wie keine Rolle spielten. Einzig im Programm verblieben durchgehend bis heute Kleinbusse auf Basis des in Italien gebauten Iveco Daily bzw. Turbo-Daily.

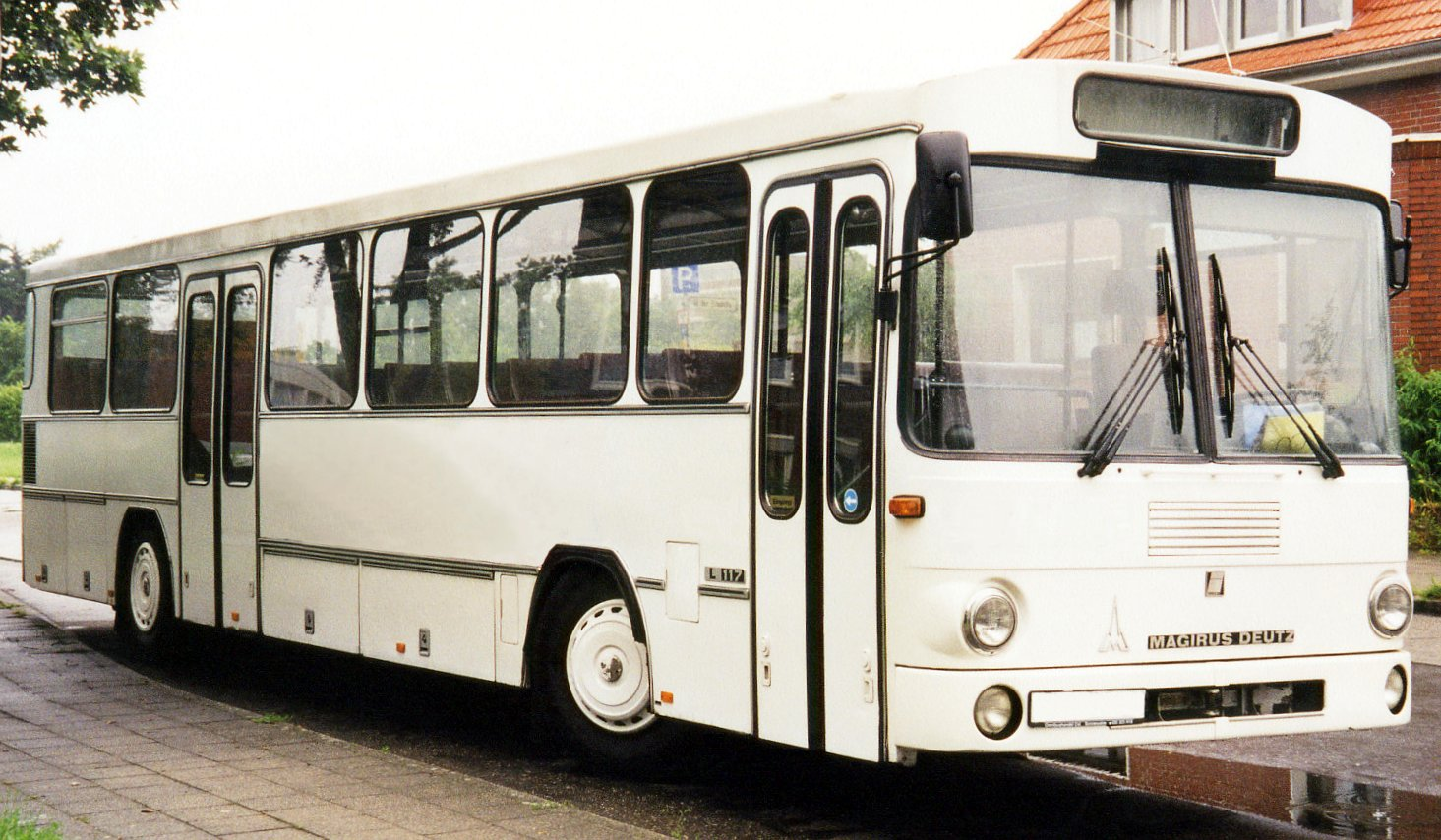
Deutscher Standard-Überlandbus Iveco-Magirus L 117
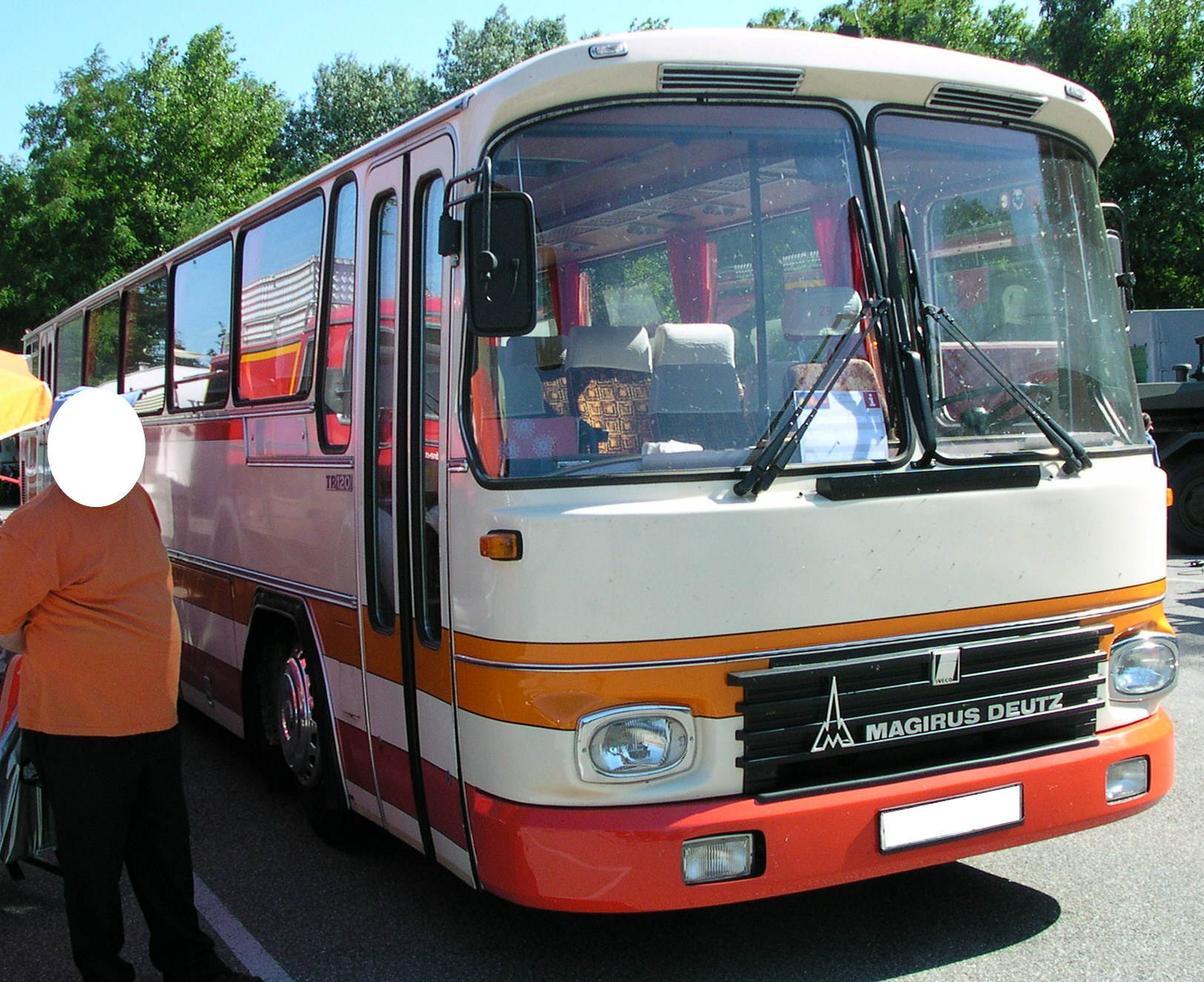
Reisebus der TR-Baureihe mit sehr kleinem Iveco-Logo, hier Modell 230 TR 120
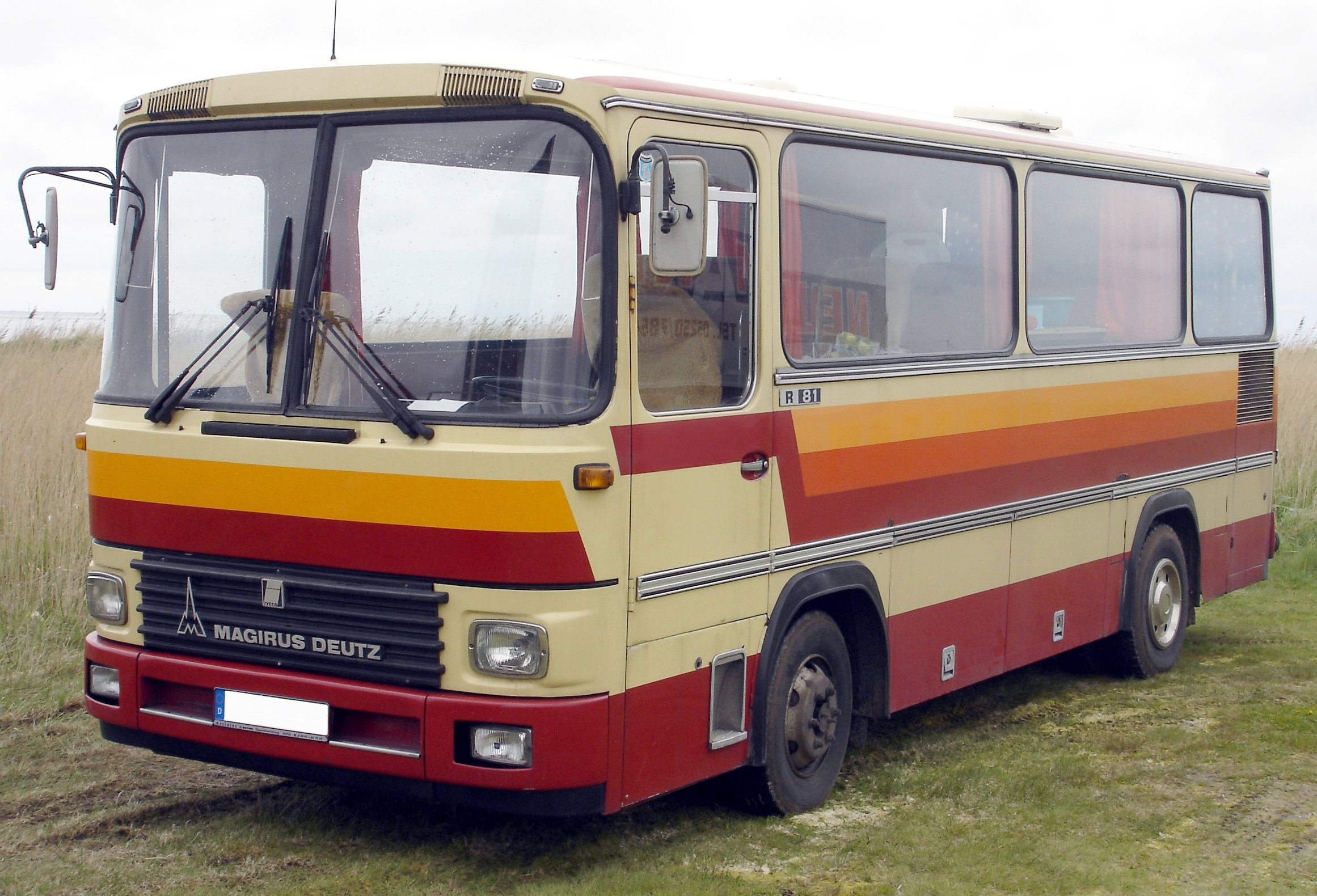
Kurzer Club-Reisebus R 81 mit alter Frontgestaltung
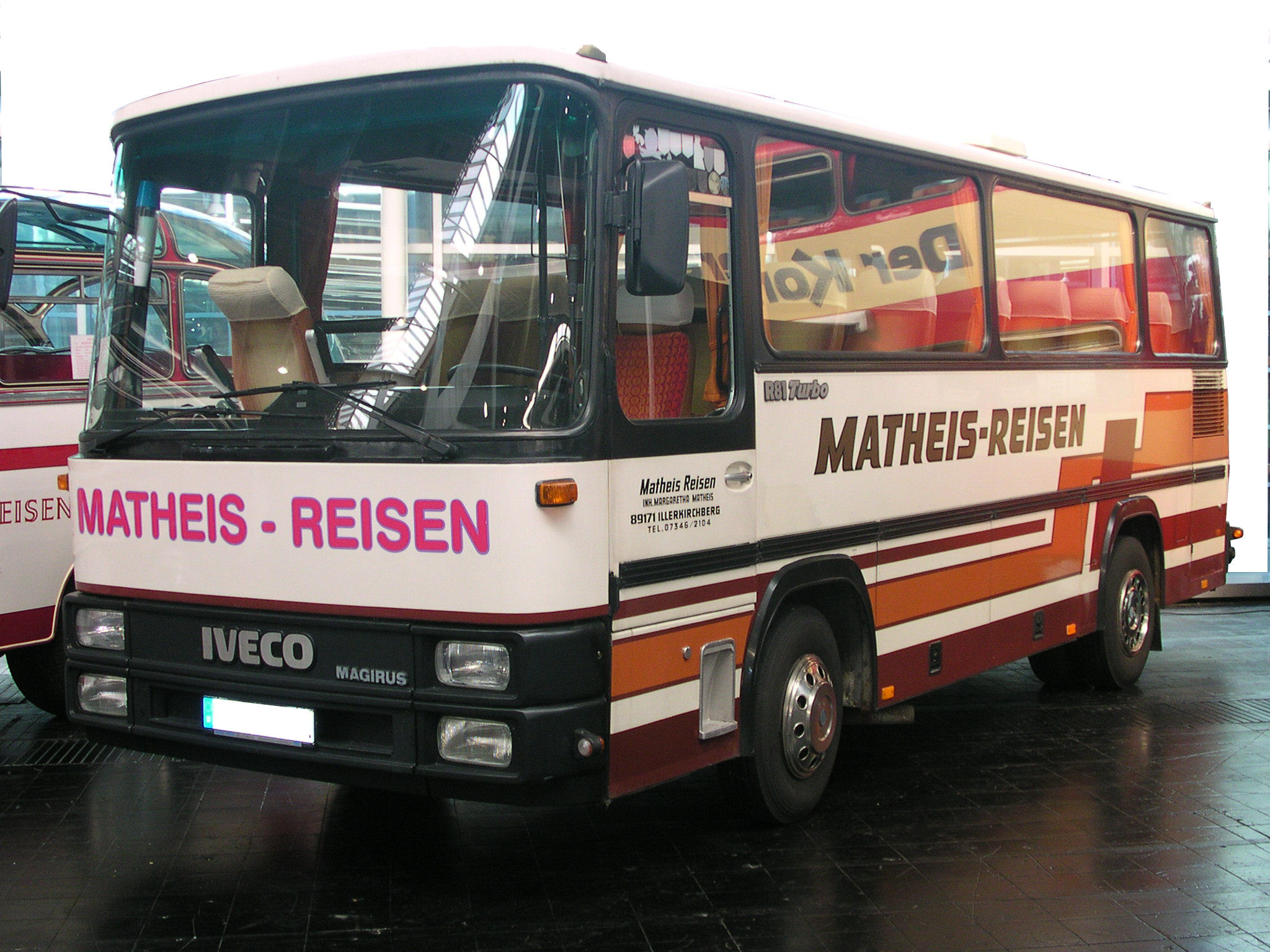
Club-Reisebus R 81 mit neuer Frontgestaltung und großem Iveco-Schriftzug

1984 erschien als neues Spitzenmodell der nunmehr zur T-Reihe gewandelten Fernverkehrsmodelle der TurboStar, darunter rangierte auch für den Fernverkehr das Modell TurboTech. Der TurboStar galt als für seine Klasse sehr gut ausgestattet und besaß ein komfortables Fahrerhaus, welches in der Regel von einem serienmäßigen Windabweiser auf dem Dach gekrönt wurde. Der Turbo-Tech war die Normalversion, sein Haus war gegenüber dem Spitzenmodell um 18 cm schmaler. Beide neuen Fahrzeugtypen gab es nur noch mit wassergekühlten Turbo-Motoren. Die anderen Fahrzeuge der T-Reihe wie auch die MK-Typen mussten weiterhin mit alphanumerischen bzw. später rein numerischen Modellbezeichnungen auskommen. Auch die darunter angesiedelten T-Modelle gab es zunächst weiter als Fernverkehrslastwagen mit 260 und 300 PS, TurboTech und TurboStar mit 320 und 360 PS, nur den TurboStar auch mit 380 und 420 PS.
Mit der Weiterentwicklung der Fernverkehrs-Lkw zur T-Reihe erhielten die Baufahrzeuge die Bezeichnungen P-Reihe für Frontlenker, deren Design denen der schwächeren T-Modelle entsprach, sowie PA für die noch immer im Programm befindlichen schweren Hauber aus dem Magirus-Deutz-Erbe. Beide waren sowohl mit konventionellem als auch mit Allradantrieb zu haben, ebenso gab es inzwischen auch ein Allradmodell der MK-Reihe (z. B. der Typ 130M7FAL). Dieses war allerdings Ende der 1970er-Jahre weniger im Hinblick auf den Baustelleneinsatz entstanden als vielmehr als Basis für Militärfahrzeuge, da bei Ausschreibungen für Armee-Lastwagen auch eine Allrad-Version gefordert wurde. Die MK-Modelle, allerdings vor allem als konventionell angetriebene Militär-Lastwagen, erlangten beispielsweise bei der Bundeswehr eine sehr weite Verbreitung, während der zivile Allrad-MK ein Exot blieb. Die alten Hauben-Modelle wurden trotz modernisierter Technik (unter anderem hatten sie die aktuellen Turbo-Motoren mit bis zu 300 PS erhalten) ebenfalls nur noch in geringer Stückzahl verkauft. Die schweren Frontlenker-Baufahrzeuge der P-Reihe hingegen verkauften sich noch immer sehr gut. Am Ende gab es sie mit bis zu 340 PS und neben den bekannten Zwei- und Dreiachsern nun auch in Deutschland nach Änderung der Zulassungsvorschriften als vierachsige Kipper und Betonmischer.

### Entwicklung von 1992 bis 2002: komplette Erneuerung des Nutzfahrzeug-Programms

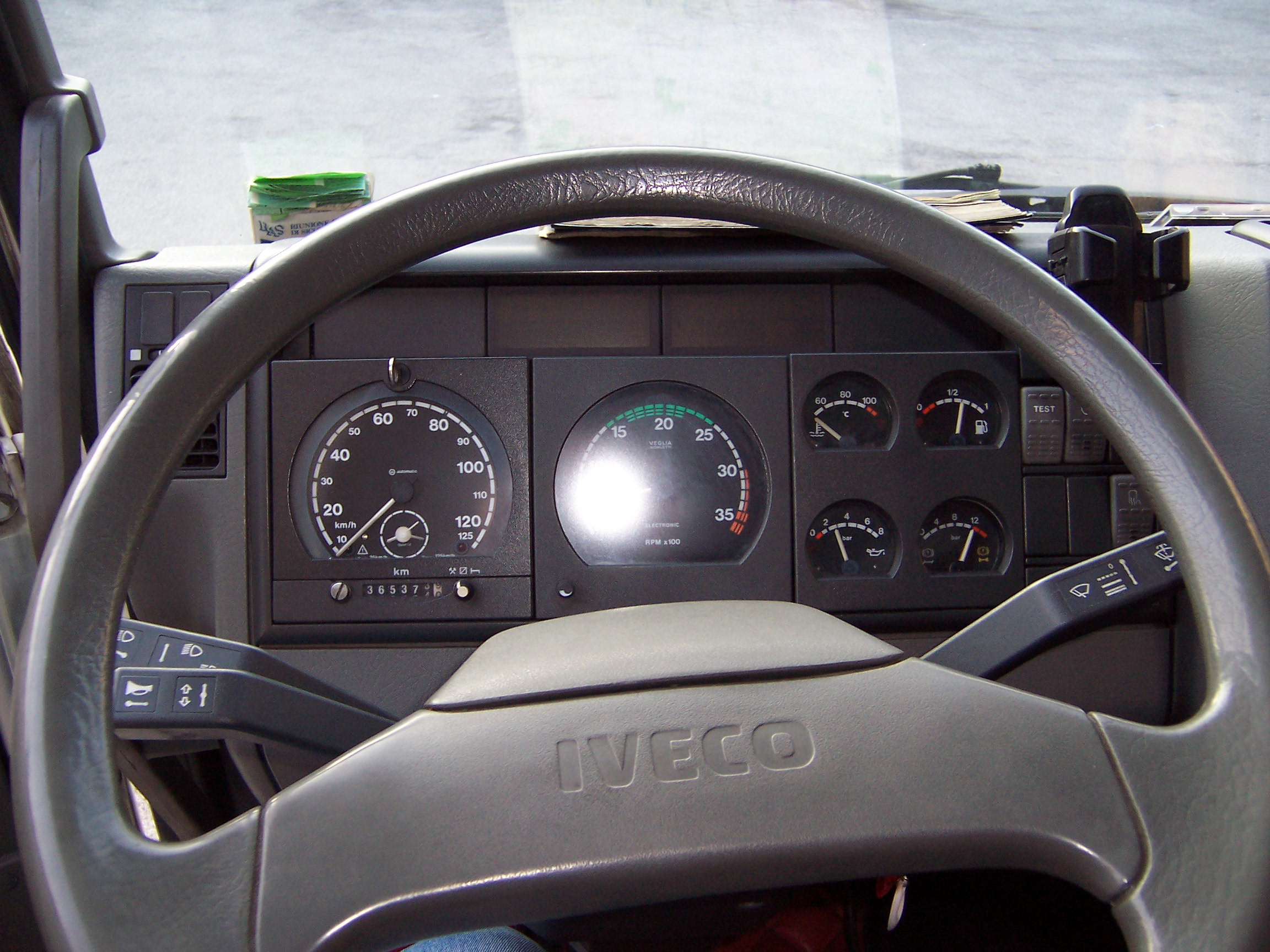
Fahrerplatz eines älteren Iveco Lkw

Technische Weiterentwicklungen gab es in den Folgejahren kontinuierlich, doch erst ab 1992 erfolgte in relativ kurzer Zeit eine komplette und bisher in der europäischen Nutzfahrzeug-Industrie beispiellose Erneuerung des Lkw-Programms. Den Anfang machte der EuroCargo als leichterer Verteiler-Lkw (vor allem in der 7,5-Tonnen-Klasse), der die alte MK-Reihe wie auch die größeren Modelle der leichten Zeta-Reihe ersetzte (die kleineren Modelle der Zeta-Reihe wurden durch die schwereren Modelle des Transporters Daily abgelöst). Ebenso trat der Euro-Cargo in Großbritannien an die Stelle des dort zuletzt als Iveco-Ford gebauten und noch immer beliebten Ford Cargo, wurde aber nur dort aufgrund des auch im LKW-Bereich noch sehr renommierten Namens Ford ebenso wie die neuen stärkeren Modelle noch einige Jahre unter dem Doppelnamen Iveco-Ford verkauft. Das Spektrum des Euro-Cargo reichte von 6,5 bis 15 Tonnen Gesamtgewicht.
1993 erschienen der Fernverkehrslastwagen EuroStar, der in namentlicher Anlehnung das bisherige Spitzenmodell Turbo-Star die Oberklasse der neuen Modellreihen bildete, sowie als mittelschwerer und schwerer Verteiler- und Fernverkehrs-Lkw der Euro-Tech mit kleinerem Fahrerhaus. Noch im selben Jahr verschwanden mit der Einführung des aus der Euro-Tech-Reihe abgeleiteten Euro-Trakker als Allrad- und Baufahrzeug das gesamte mit dem Fahrerhaus der T-Reihe ausgestattete Frontlenker-Programm der 1980er-Jahre und auch die letzten noch auf Magirus-Deutz zurückgehenden Haubenwagen liefen noch in diesem Jahr aus, zumindest für den deutschen Markt (für ausländische Märkte gab es die schweren Hauber noch mindestens bis 2003).
Obwohl bereits bei der Gründung eine optische Vereinheitlichung der verschiedenen Baumuster formuliert worden war, bekamen erst jetzt alle neuen Modelle ein bisher bei Iveco nicht gekanntes sehr ähnlich gestyltes Familiengesicht. Die neuen Modelle erhielten Fahrerhäuser mit klaren symmetrischen Konturen und mehreren horizontal verlaufenden Kühlluftöffnungen an der Front (je drei bei Euro-Cargo und Euro-Tech, fünf beim Euro-Star). Auch die aus dem Magirus-Deutz-Erbe stammenden luftgekühlten Motoren waren wegen nur noch geringer Nachfrage aus dem Angebot verschwunden, so dass auch seitens der Motoren ein einheitliches Programm angeboten wurde. Die luftgekühlten Aggregate waren zuletzt vor allem noch bei den schweren Baufahrzeugen und bei den Feuerwehrfahrzeugen zu finden gewesen.
Während die Fahrzeuge für den Bausektor zu Magirus-Deutz-Zeiten ein starkes Standbein waren, fiel dieser Bereich in den Folgejahren deutlich hinter den Wettbewerbern zurück und hat diese ehemals hohe Bedeutung nicht wieder erlangt.
Äußerlich unverändert blieben die neuen Modelle fast zehn Jahre im Programm, bis 2002 die heute noch aktuellen Fahrzeuge herauskamen, während unter dem Blech ein Großteil der Technik modernisiert wurde. Die schweren Fahrzeuge waren bereits seit dem Modellwechsel mit Scheibenbremsen an der Vorderachse ausgestattet. Ab 1997 gab es für diese als große technische Neuerung alternativ zum herkömmlichen Schaltgetriebe das halbautomatische Getriebe namens Euro-Tronic für die schweren Straßenlastwagen. 1998 erschienen für die mittleren Euro-Tech-Modelle die Cursor-8-Motoren mit einer Bandbreite von 240 bis 350 PS. Im Folgejahr erschienen für die stärkeren Euro-Tech sowie die Euro-Star-Fahrzeuge die Cursor-10-Aggregate mit 390 und 430 PS. Im Jahr 2000 folgten für den Euro-Cargo die Tector-Motoren zwischen 130 und 210 PS. 2001 schließlich, als die neuen Modelle bereits in den Startlöchern standen, folgten noch die großen Cursor-13-Maschinen mit 380 bis 540 PS. Diese Motoren gingen nahtlos in die 2002 optisch erneuerten Lastwagenmodelle über.
1995 gaben die großen Busse im deutschen Iveco-Programm nochmal ein kurzes Gastspiel. In diesem Jahr erschienen die Modelle Euro-Class als normaler Reisebus und Hochdecker sowie der Euro-Rider ausschließlich als Hochdecker. Diese Fahrzeuge blieben allerdings auf dem deutschen Markt völlig unbedeutend. Nach der Ausgründung der Busaktivitäten in die Irisbus-Gruppe im Jahr 1999 wurden sie bald durch die von Renault stammenden Reisebus-Typen ersetzt. Seither gibt es von Iveco nur noch Kleinbusse, auch von verschiedenen fremden Karosseriebauern, die auf dem Iveco Turbo-Daily basieren.

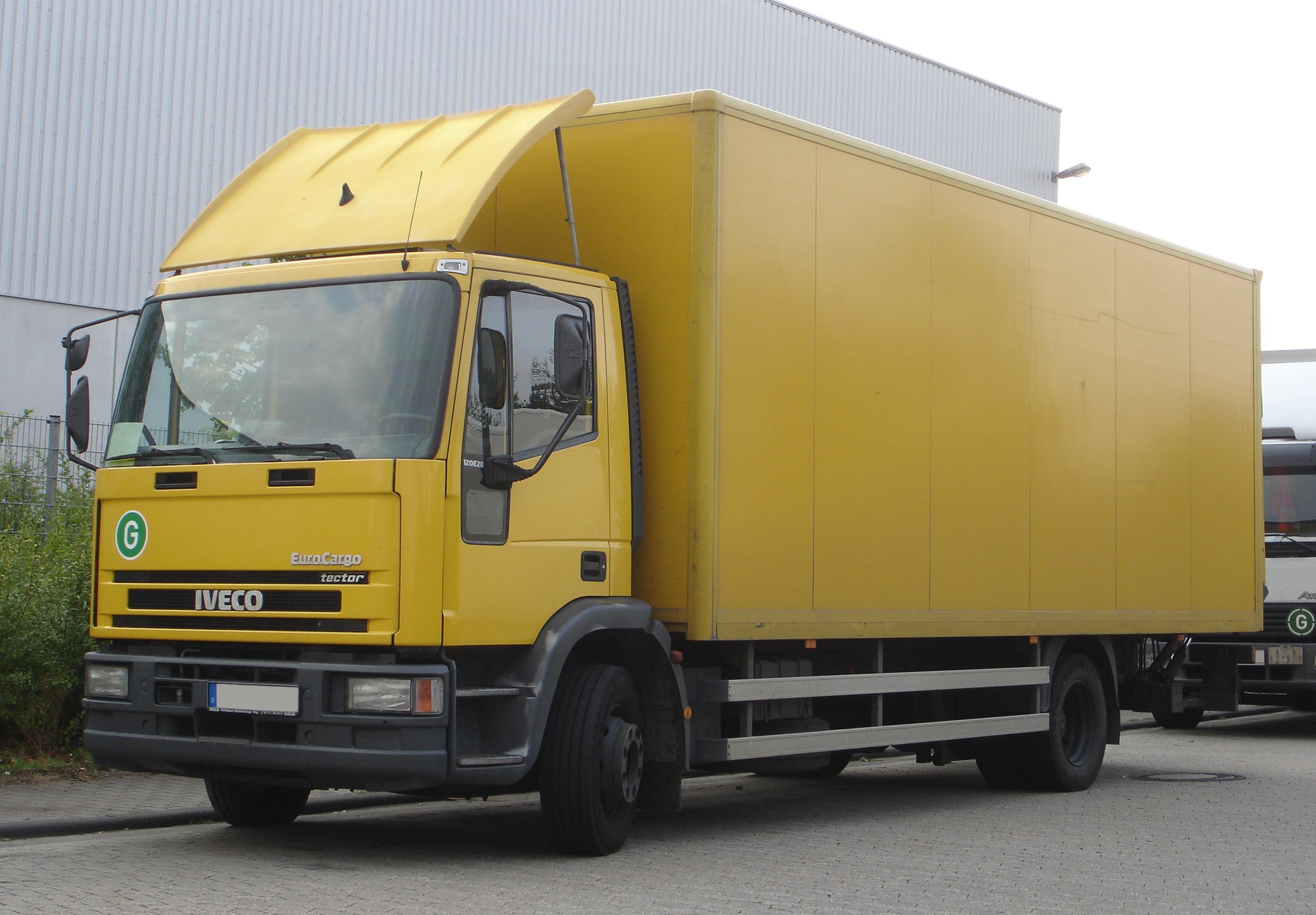
Iveco Euro-Cargo der 1. Generation
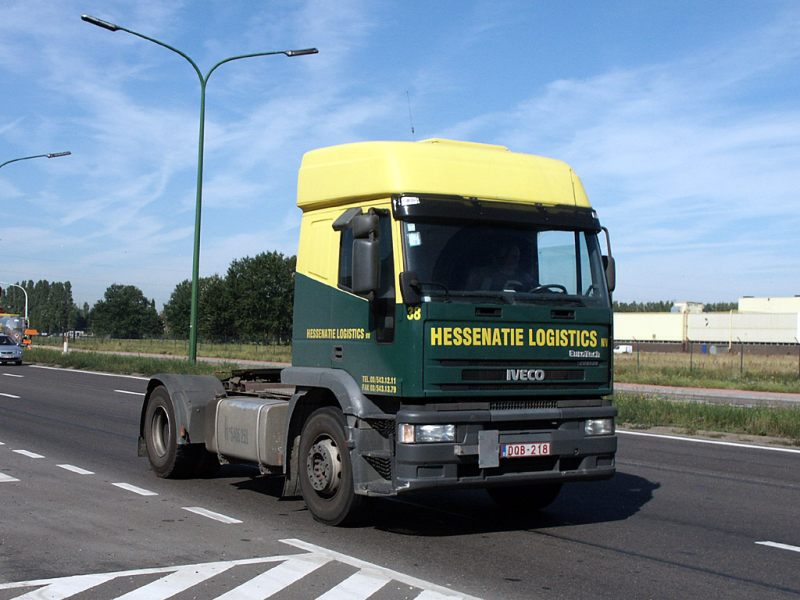
Iveco EuroTech
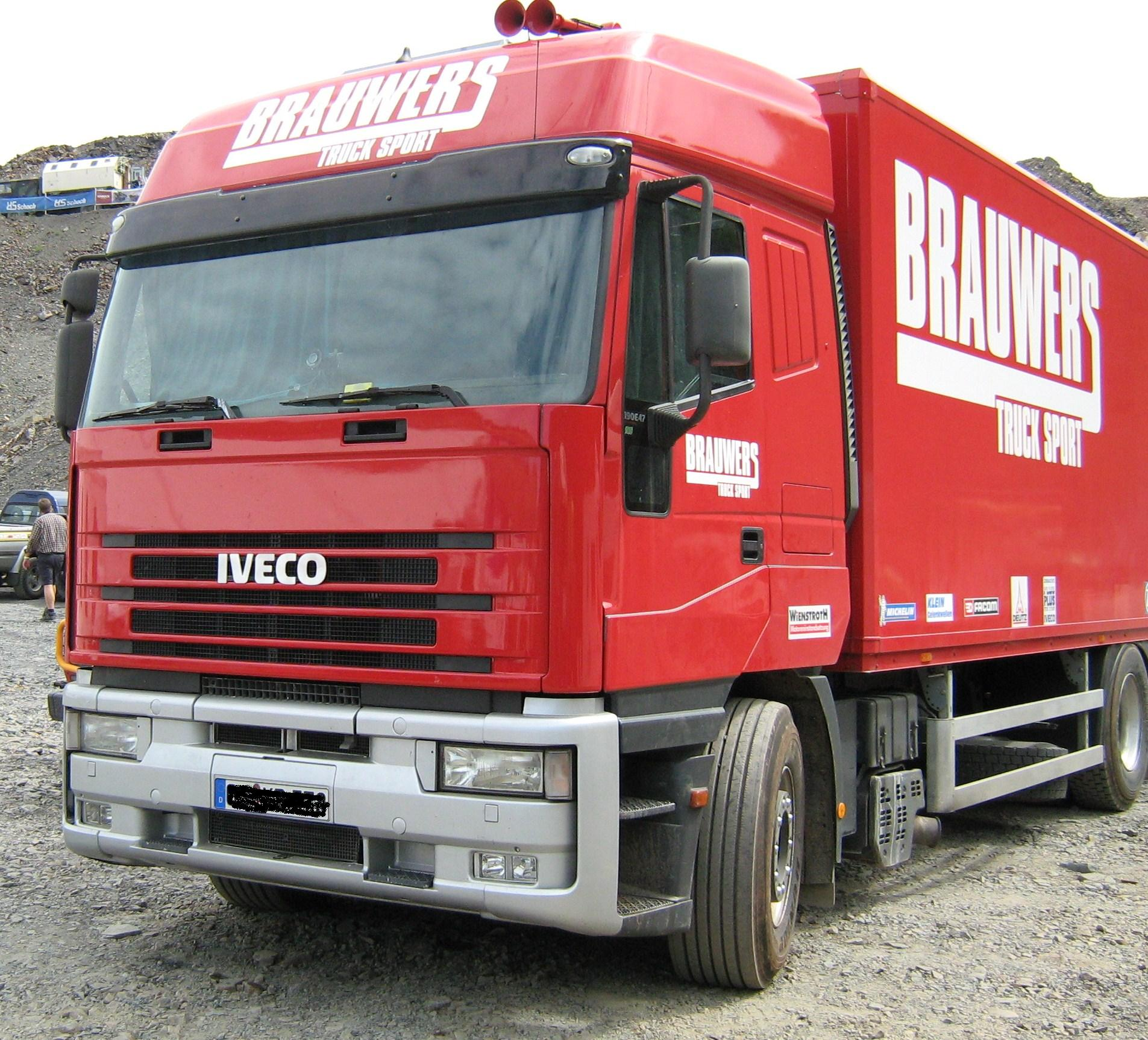
Iveco EuroStar
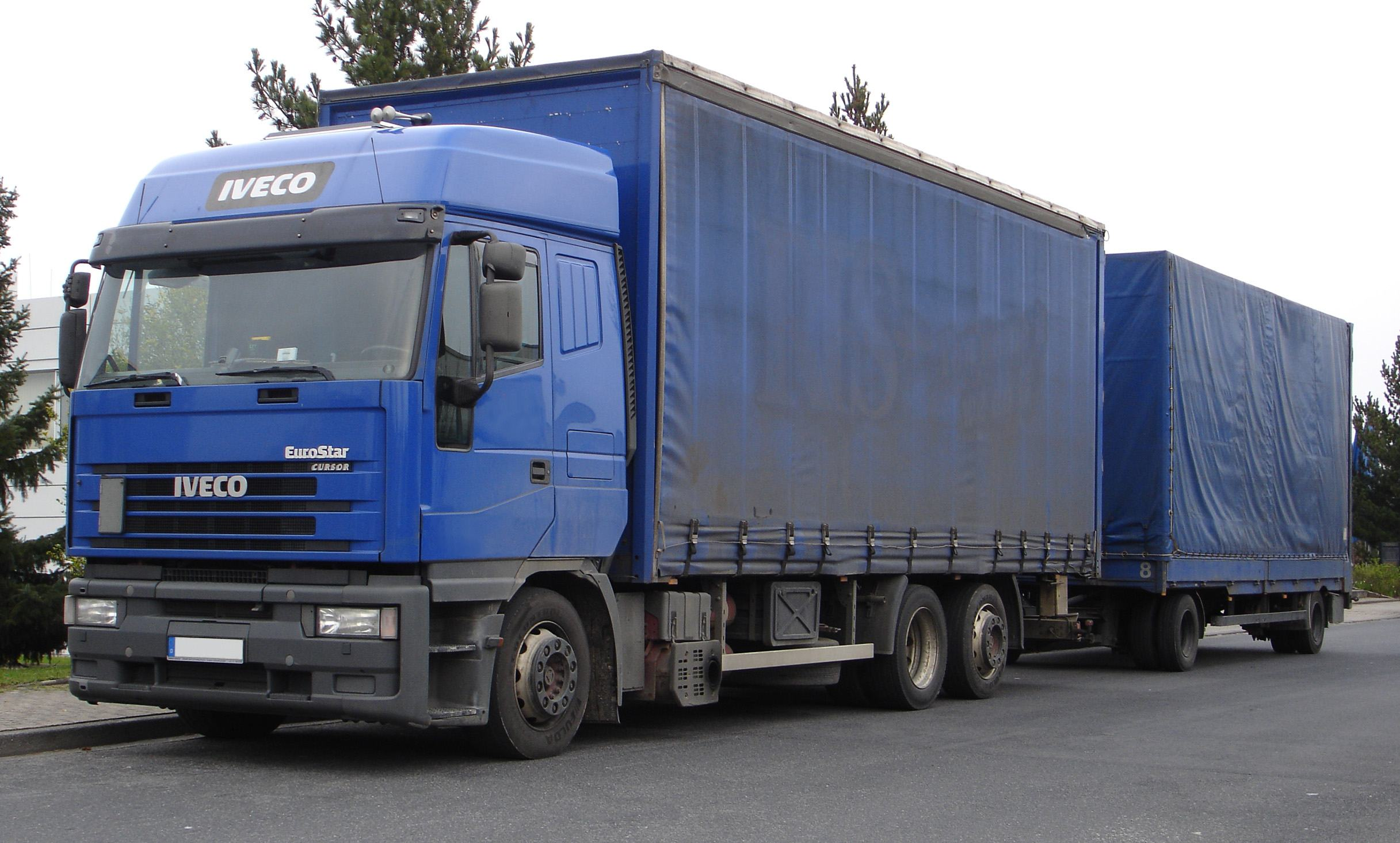
Iveco EuroStar
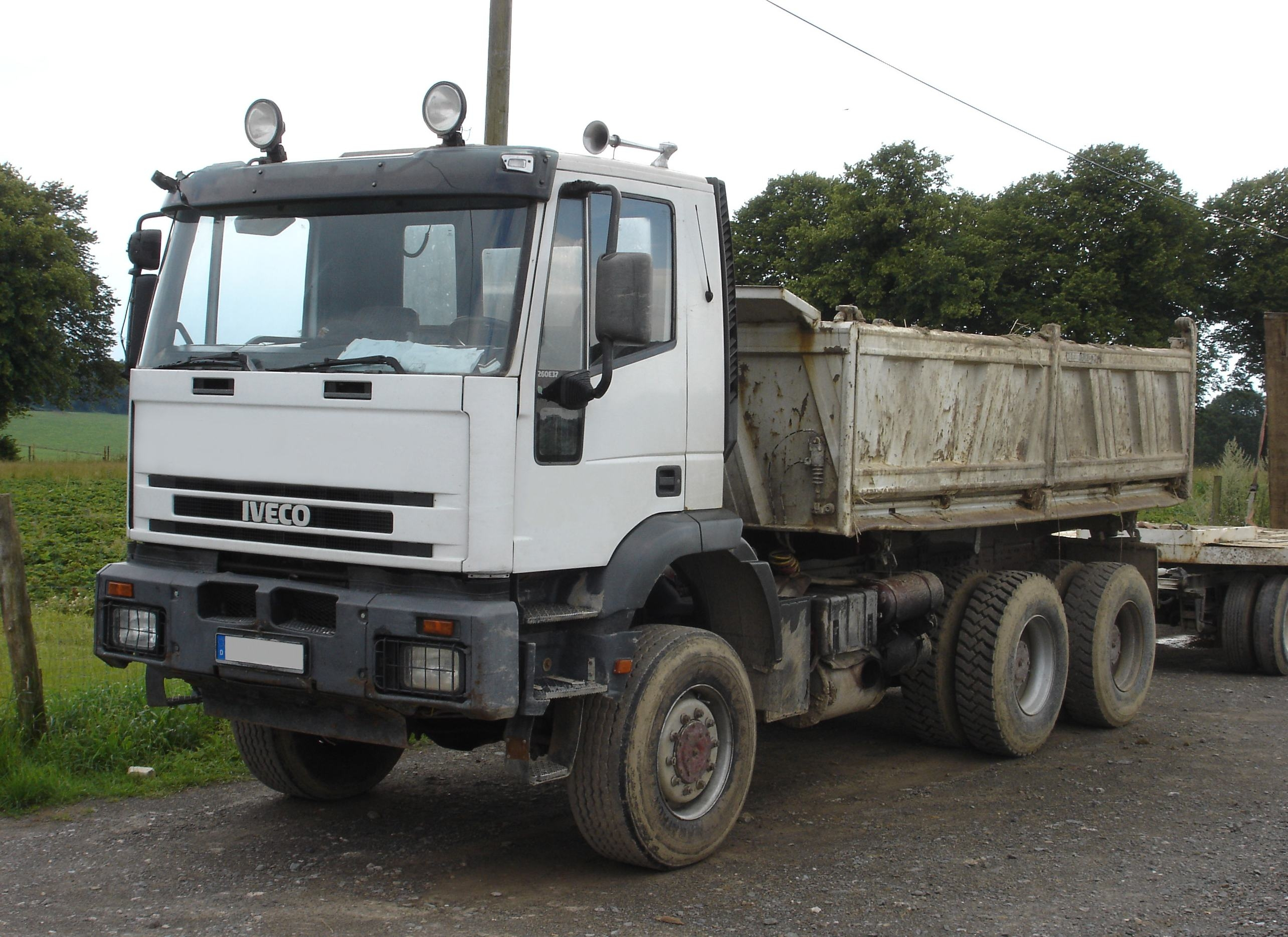
Iveco Euro-Trakker
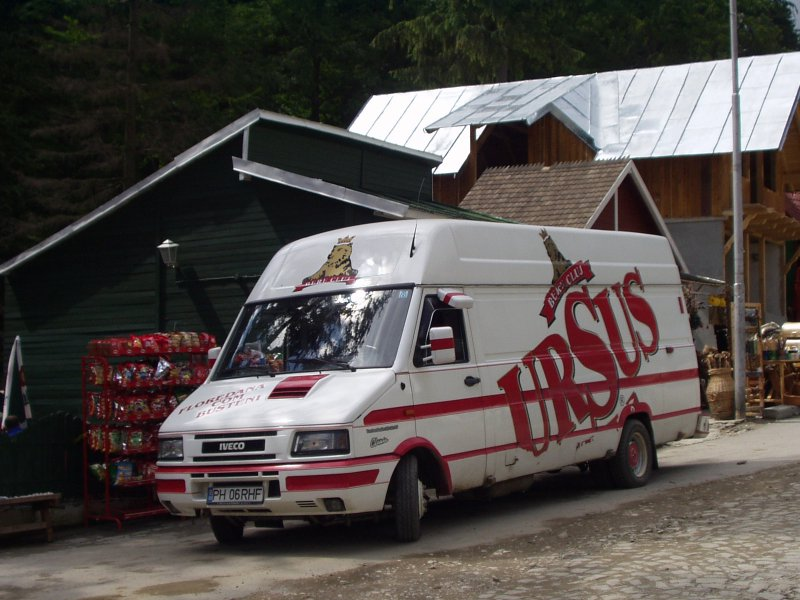
Iveco Daily der 2. Generation
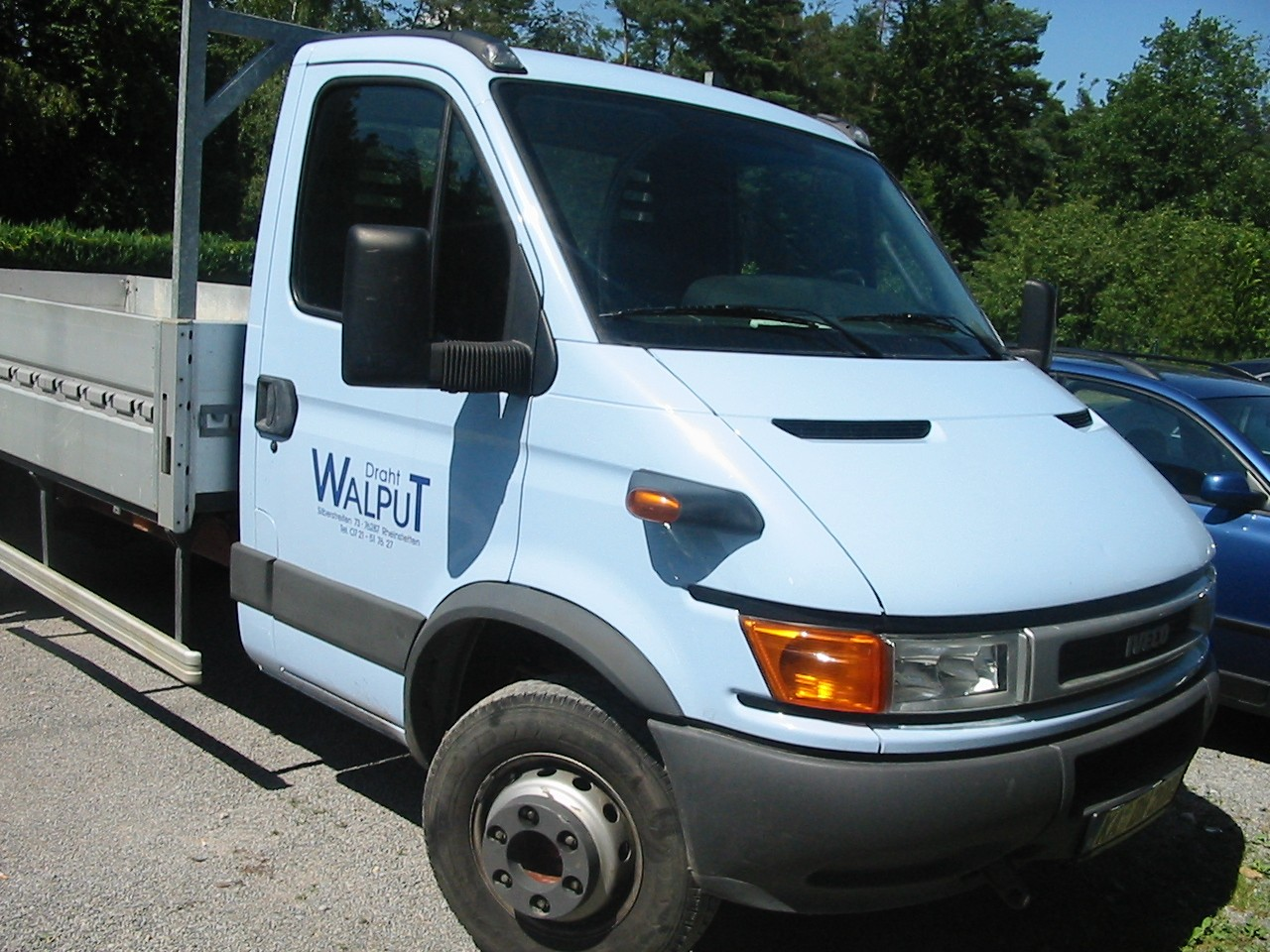
Iveco Daily der 3. Generation

### Weitere Entwicklung und aktuelle Modelle
2006 kam die vierte Generation des Daily auf den Markt. Das Brandschutztechnik-Werk von Iveco Magirus wurde Anfang 2007 von dem alten Standort in der Ulmer Magirusstraße in das Iveco-Werk im Industriegebiet Donautal verlagert. Dort nimmt es einen Großteil des ehemaligen Fahrerhauswerks ein, wobei seit 2006 dort auch wieder Fahrerhausmontage und -innenausbau stattfinden. Die Fahrerhausproduktion im Donautal wurde 1997 in das Iveco-Werk nach Brescia verlagert, jedoch im Jahr 2006 teilweise wieder zurück nach Ulm geholt. Aus Brescia werden seitdem nur noch die lackierten Rohkabinen geliefert. Anfang 2007 wurde der Stralis überarbeitet und wird nun in der neuen Fassung angeboten. 2008 wurde mit dem „Massif“ nach langer Pause wieder ein italienischer Geländewagen auf den Markt gebracht.
Im Mai 2012 meldeten verschiedene Medien, dass Iveco Magirus die Produktion schwerer Nutzlastwagen in Ulm schließen und nach Madrid verlagern will. Dafür soll das Brandschutz-Zentrum ausgebaut werden und Kapazitäten sollen von anderen Standorten nach Ulm verlagert werden.

#### Daily
Der Iveco Daily ist ein Kleintransporter ab einem Gesamtgewicht von 3,5 bis zu 7 Tonnen. Das Modell ist seit 2021 in der nunmehr siebten Generation auf dem Markt. Seit 2008 wird der Daily auch als Allradvariante angeboten. Diese ist eine Entwicklung des 2007 übernommenen Geländefahrzeugherstellers SCAM und wird auch von diesem hergestellt. Technisch hat der Allrad-Daily nur wenig mit den zweiradgetriebenen Versionen gemein, vor allem der komplett andere Rahmenaufbau unterscheidet ihn davon.

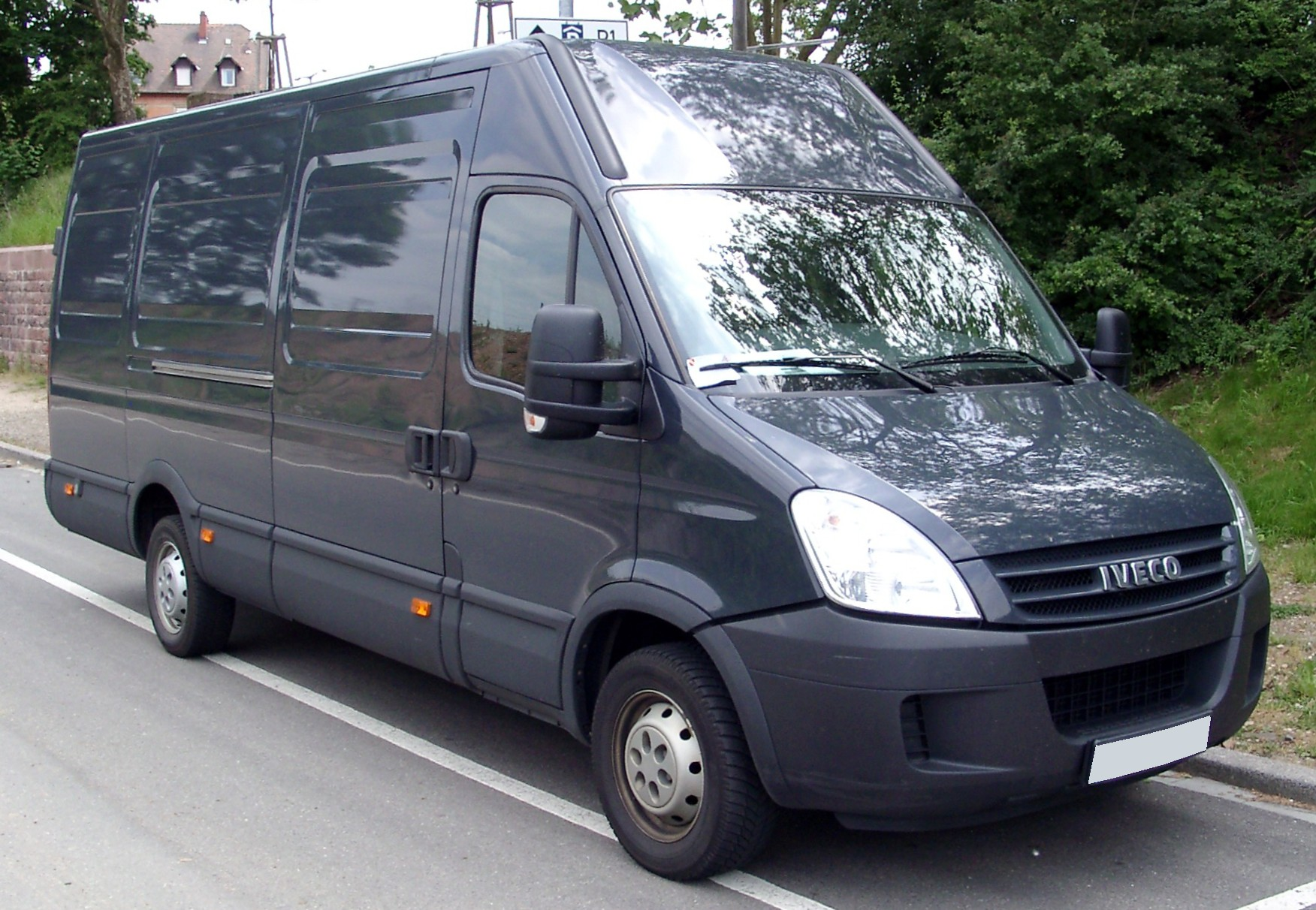
Iveco Daily (4. Generation)
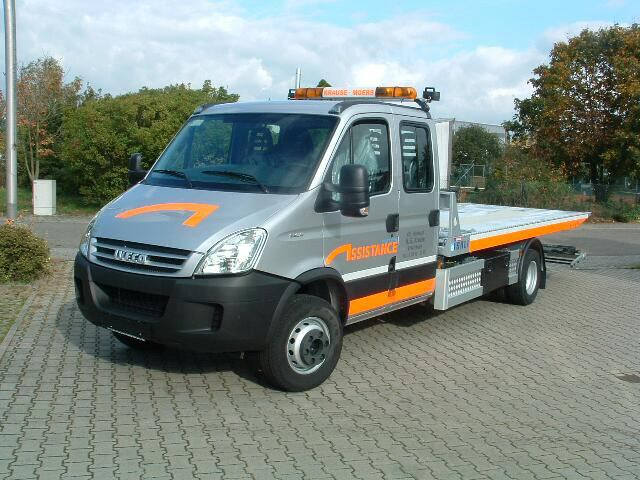
Iveco Daily (4. Generation) als Abschleppwagen
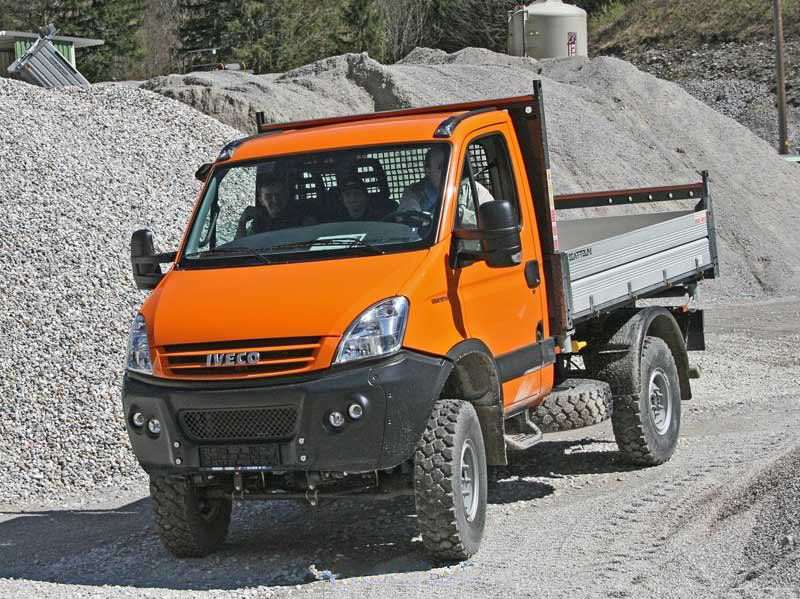
Iveco Daily 4x4 mit Allradantrieb
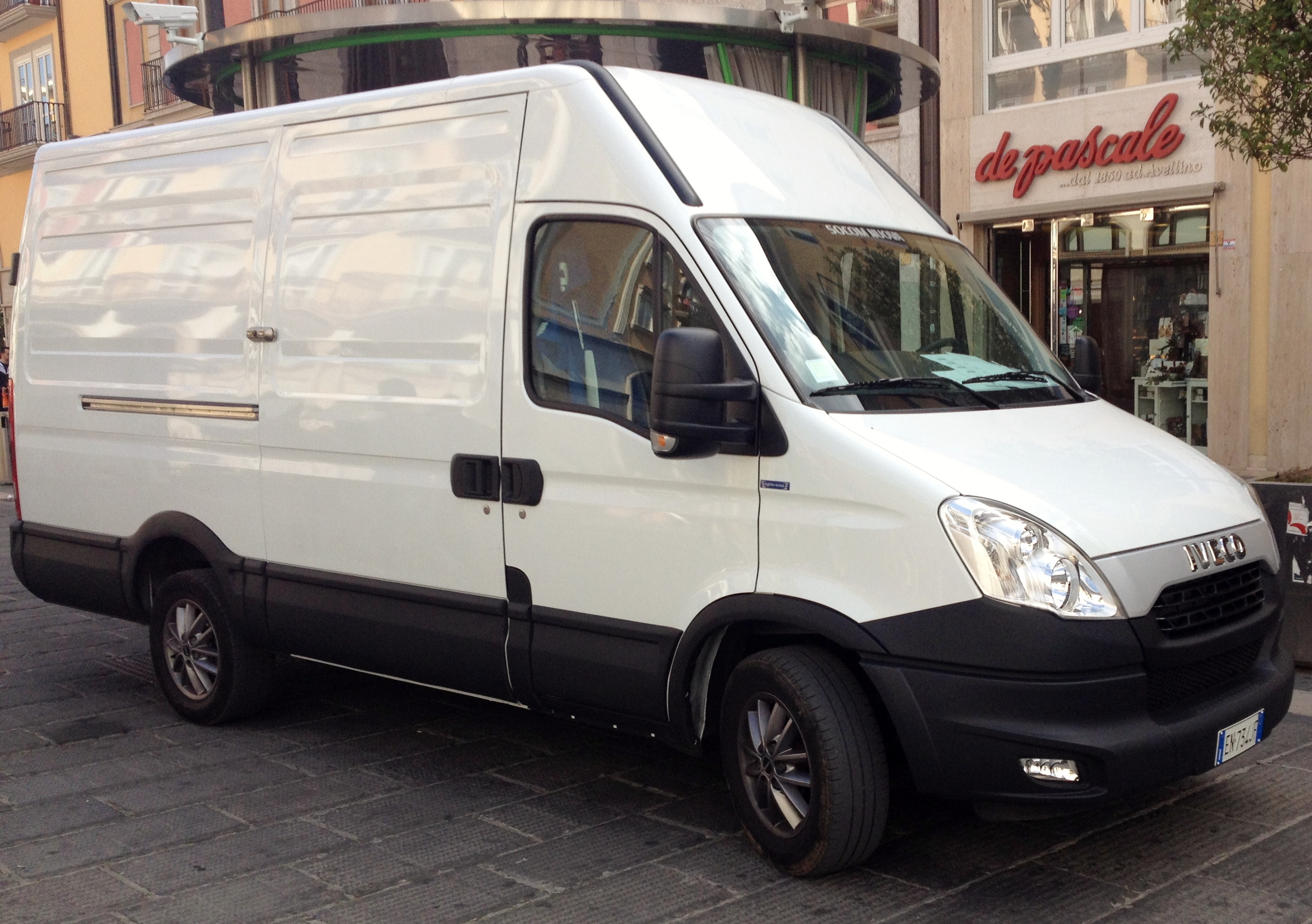
Iveco Daily (5. Generation)
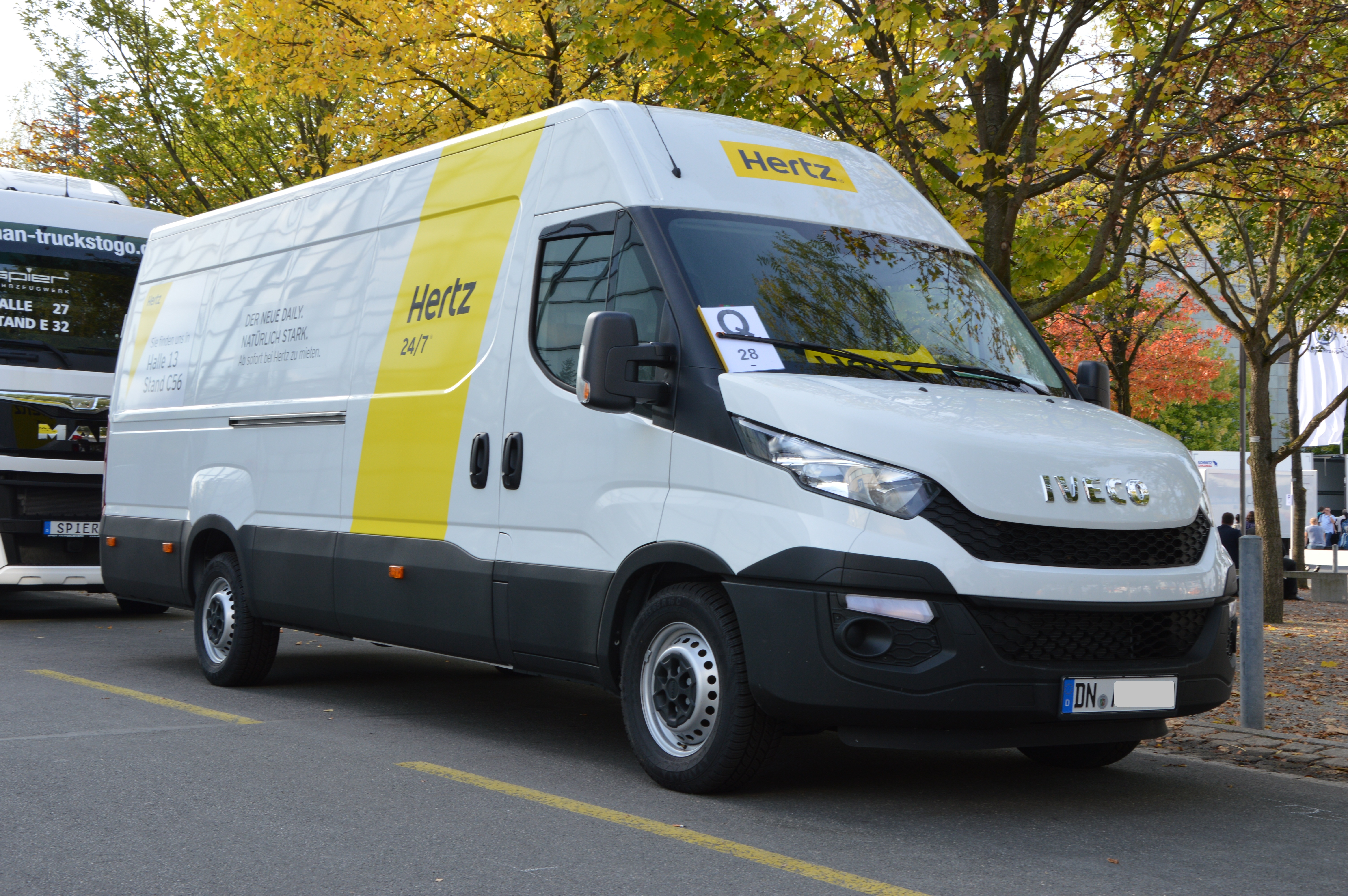
Iveco Daily (6. Generation)
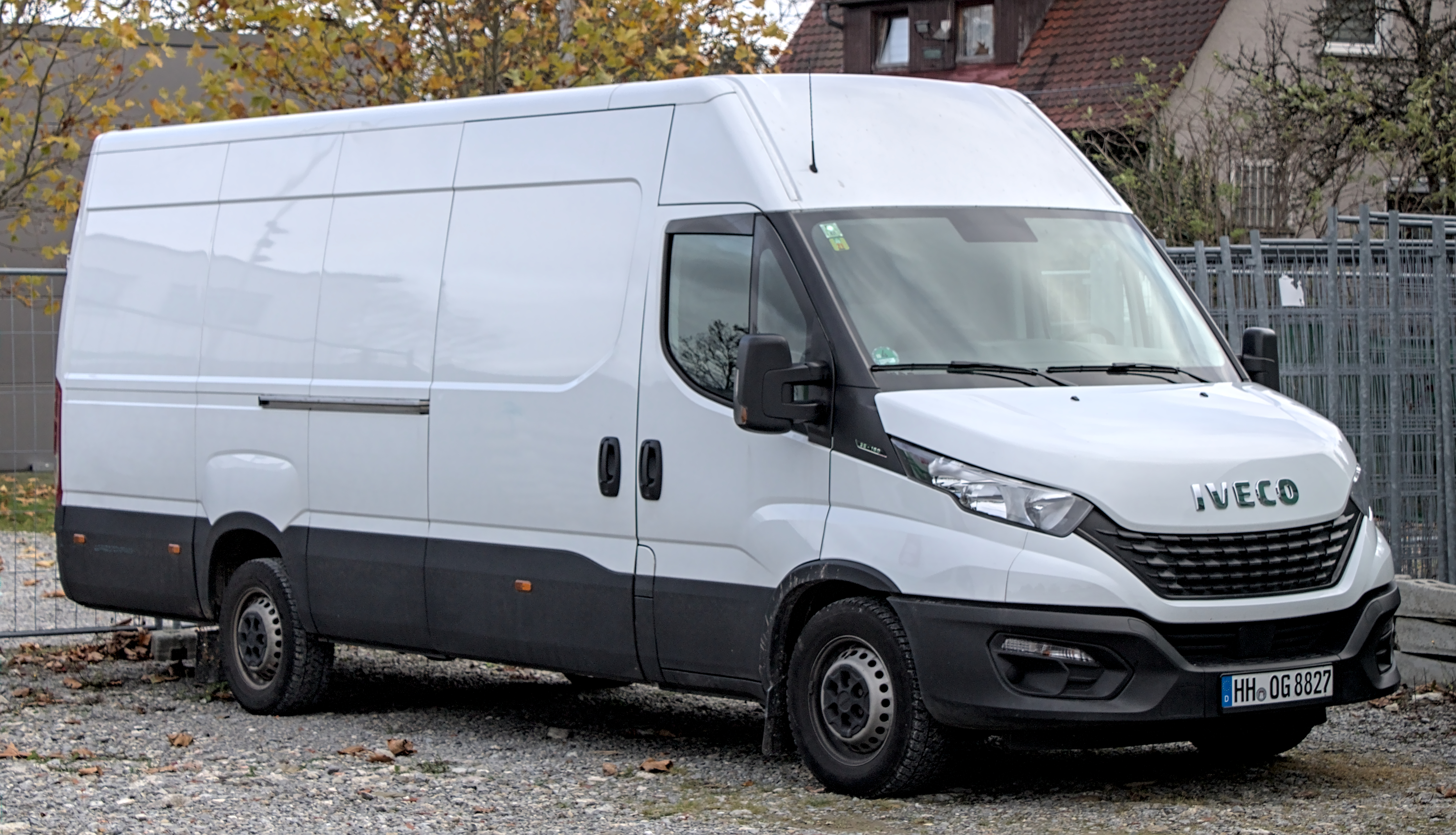
Iveco Daily (7. Generation)

#### Eurocargo
Der Iveco Eurocargo (seit der Überarbeitung in einem Wort geschrieben) ist die leichte bis mittlere Baureihe von Iveco. Er deckt aktuell Gesamtgewichte von 7,5 bis 18 Tonnen ab und ist in der Regel als Nahverkehrs- und Verteiler-Lkw sowie als Baustellenfahrzeug anzutreffen, ist aber auch mit einer einfachen Schlafkabine erhältlich. Seit 2015 wird er in der vierten Generation angeboten. Weniger bekannt ist, dass auch der Eurocargo in einer 4×4-Variante angeboten wird. Ebenso wie die leichte Baureihe Daily und die schwere Baureihe Stralis/S-Way können beim Eurocargo neben Dieselmotoren auch Gasmotoren bestellt werden.

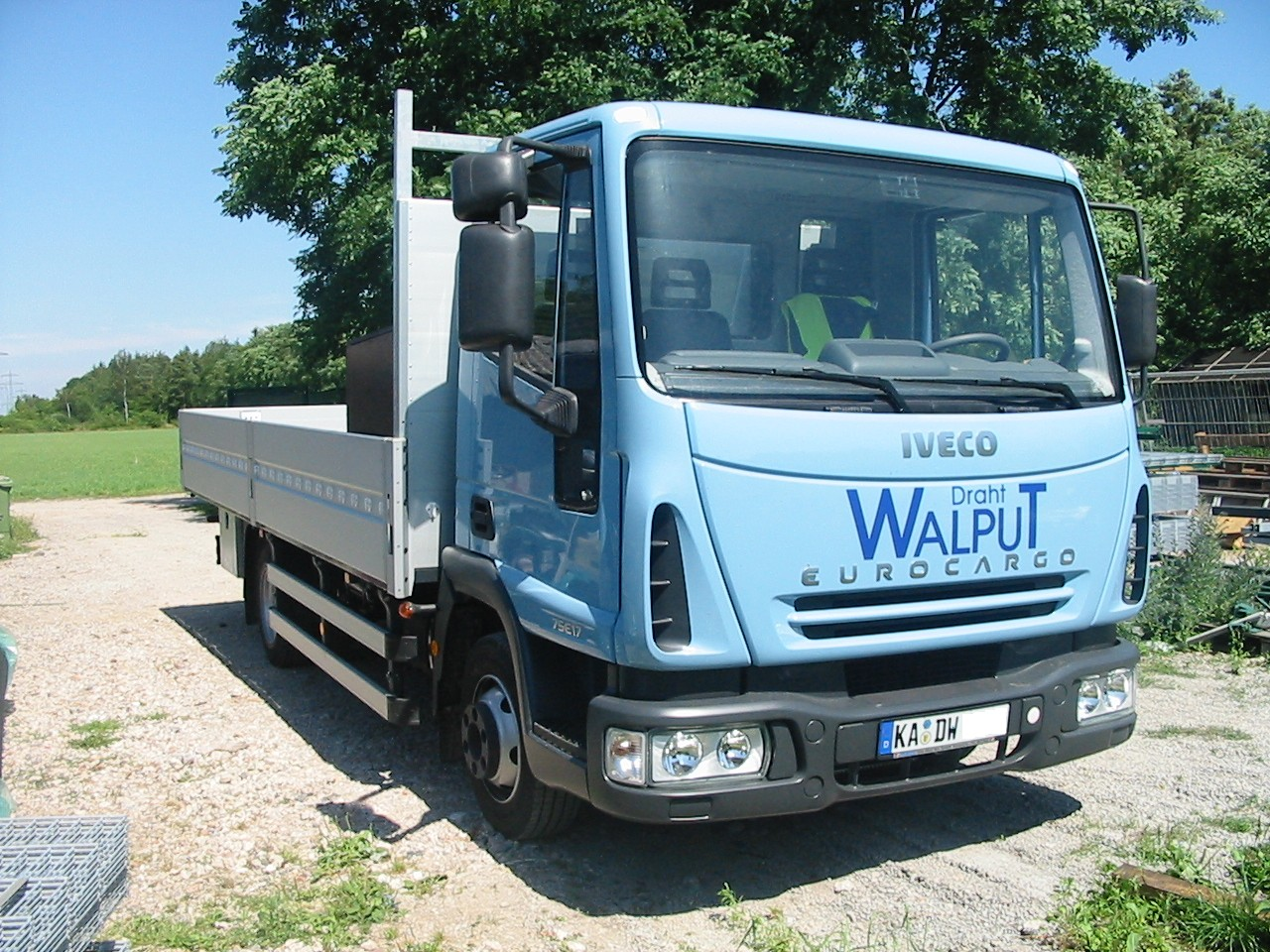
Iveco Eurocargo der 2. Generation 75E17
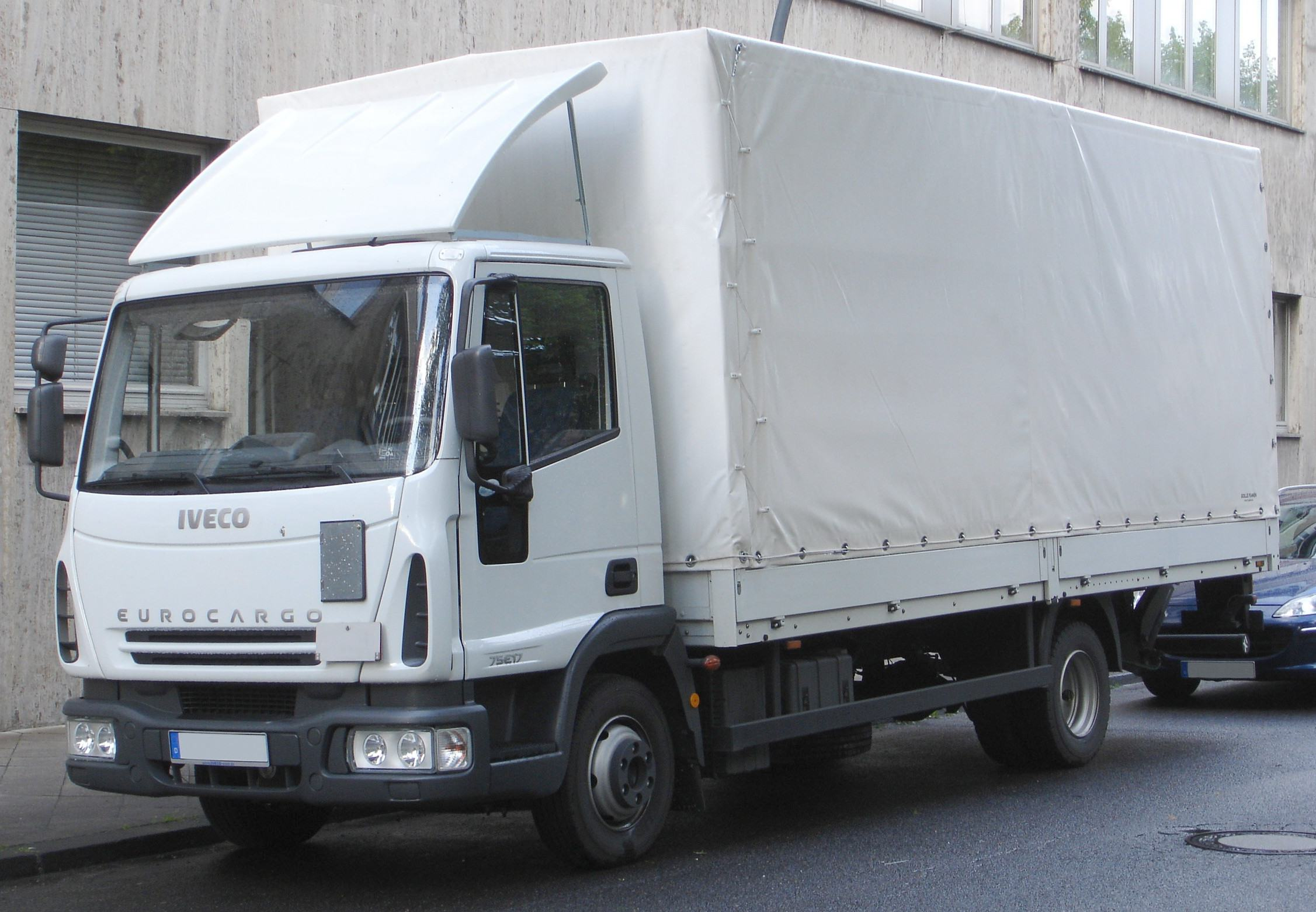
Iveco Eurocargo der 2. Generation 75E17
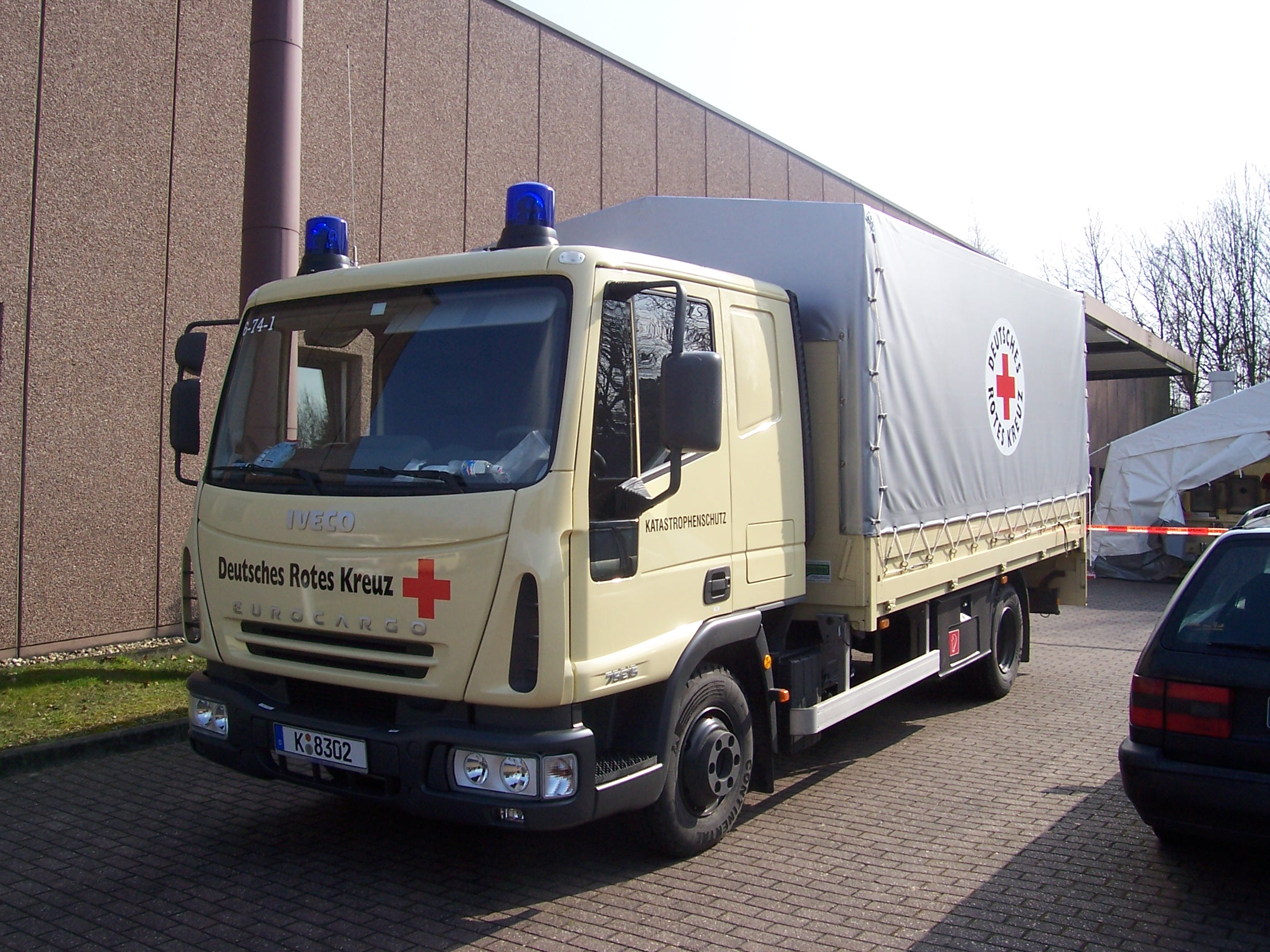
Iveco Eurocargo der 2. Generation 75E15 mit langem Fahrerhaus
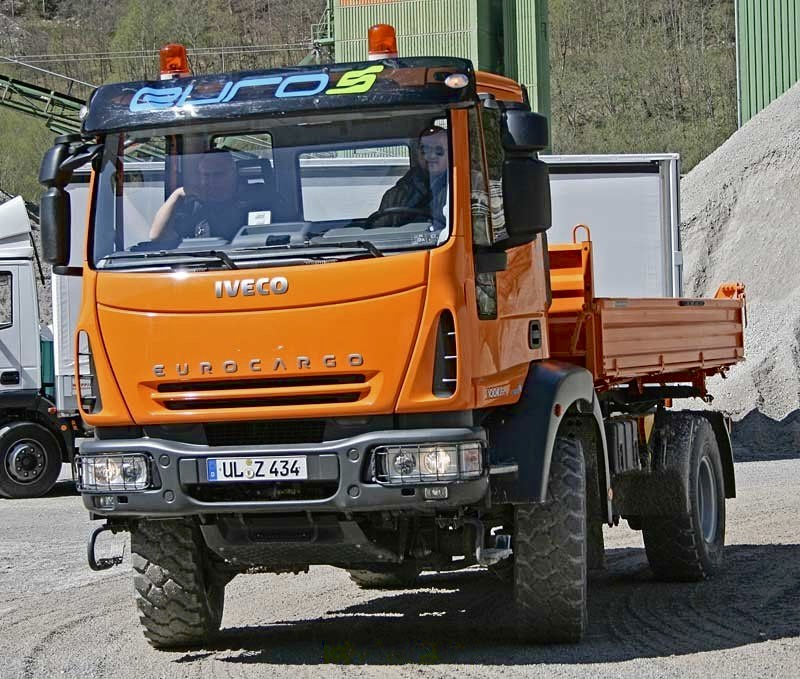
Iveco Eurocargo 4x4
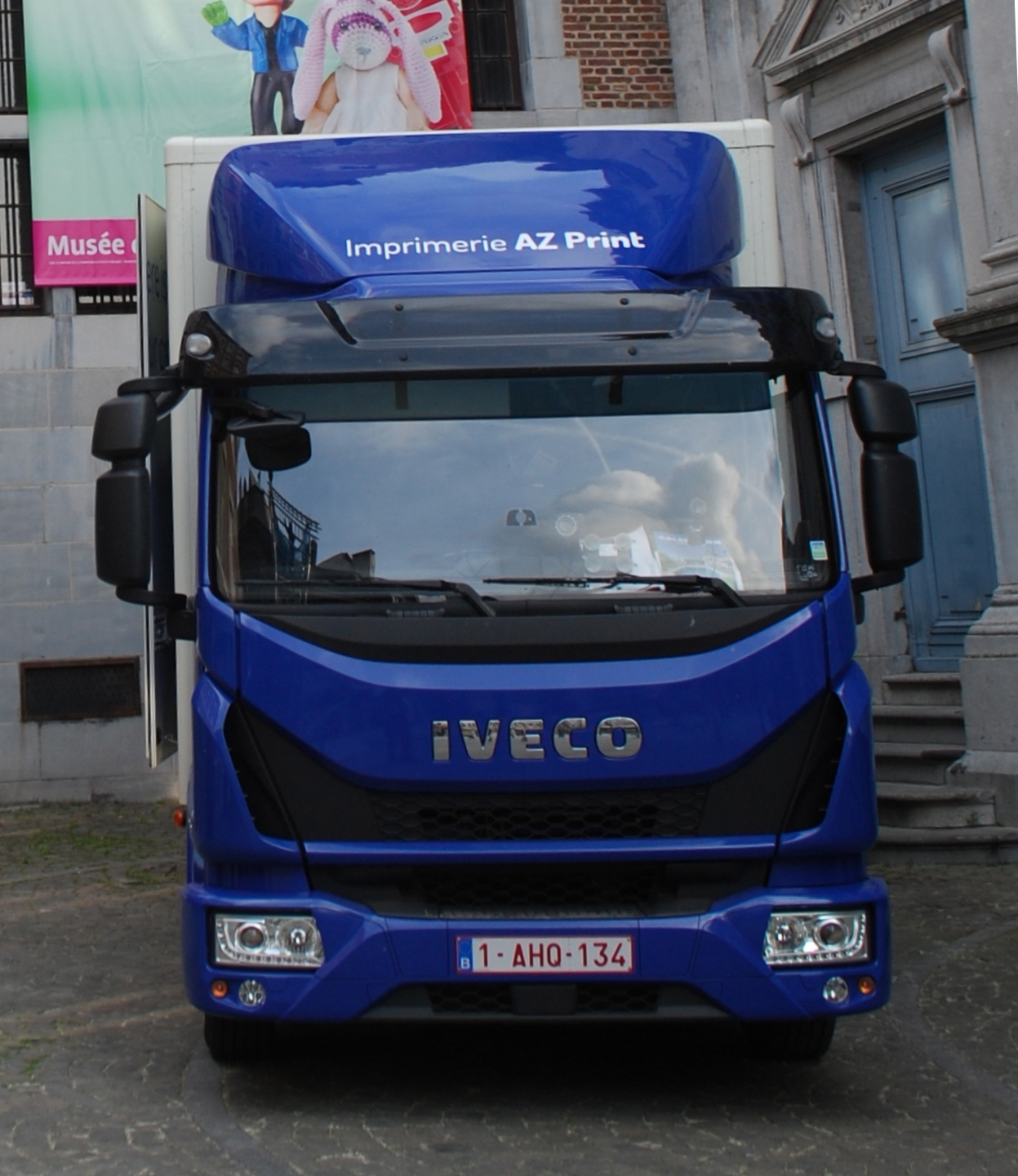
Iveco Eurocargo (4. Generation)

#### Stralis / Stralis HI-WAY
Der 2002 erschienene Iveco Stralis ist die ehemalige schwere Baureihe von Iveco. Er stellt die technische Weiterentwicklung der vorherigen Modelle Euro-Tech und Euro-Star dar, deren Abkunft am Fahrerhaus noch erkennbar ist. Für den schweren Fernverkehr ist das Modell AS (Nachfolger des Euro-Star) vorgesehen. Daneben existierte eine Version als schwerer Verteiler (AT) sowie ein kleinerer Fernverkehrs-Lkw mit kleinerem Fahrerhaus als AT-Modell. 2006 erhielt das Modell ein umfangreiches Facelift. 2013 überarbeitete Iveco den Stralis noch einmal und benannte ihn um. Als „Stralis HI-WAY“ wurde er noch im selben Jahr Truck of the Year. 2016 wurden die neuen Stralis-Modelle XP und NP vorgestellt. Der IVECO Stralis XP, auch TCO2-CHAMPION von IVECO genannt, hat einen deutlich reduzierten Kraftstoffverbrauch. Mit dem IVECO Stralis NP hat IVECO als erster Hersteller den Fernverkehr erdgastauglich gemacht.

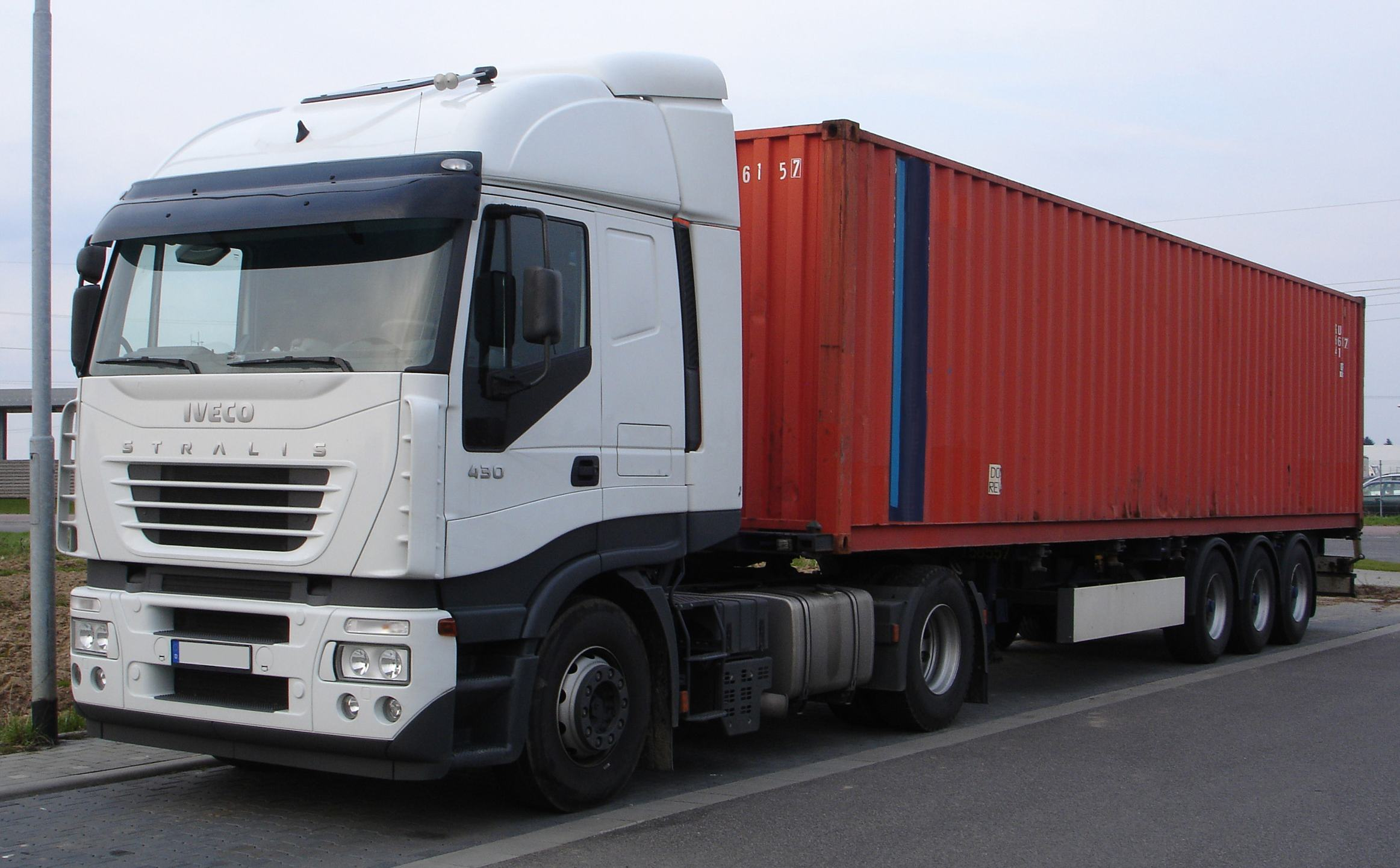
IVECO Stralis I AS 430 (2002–2007)
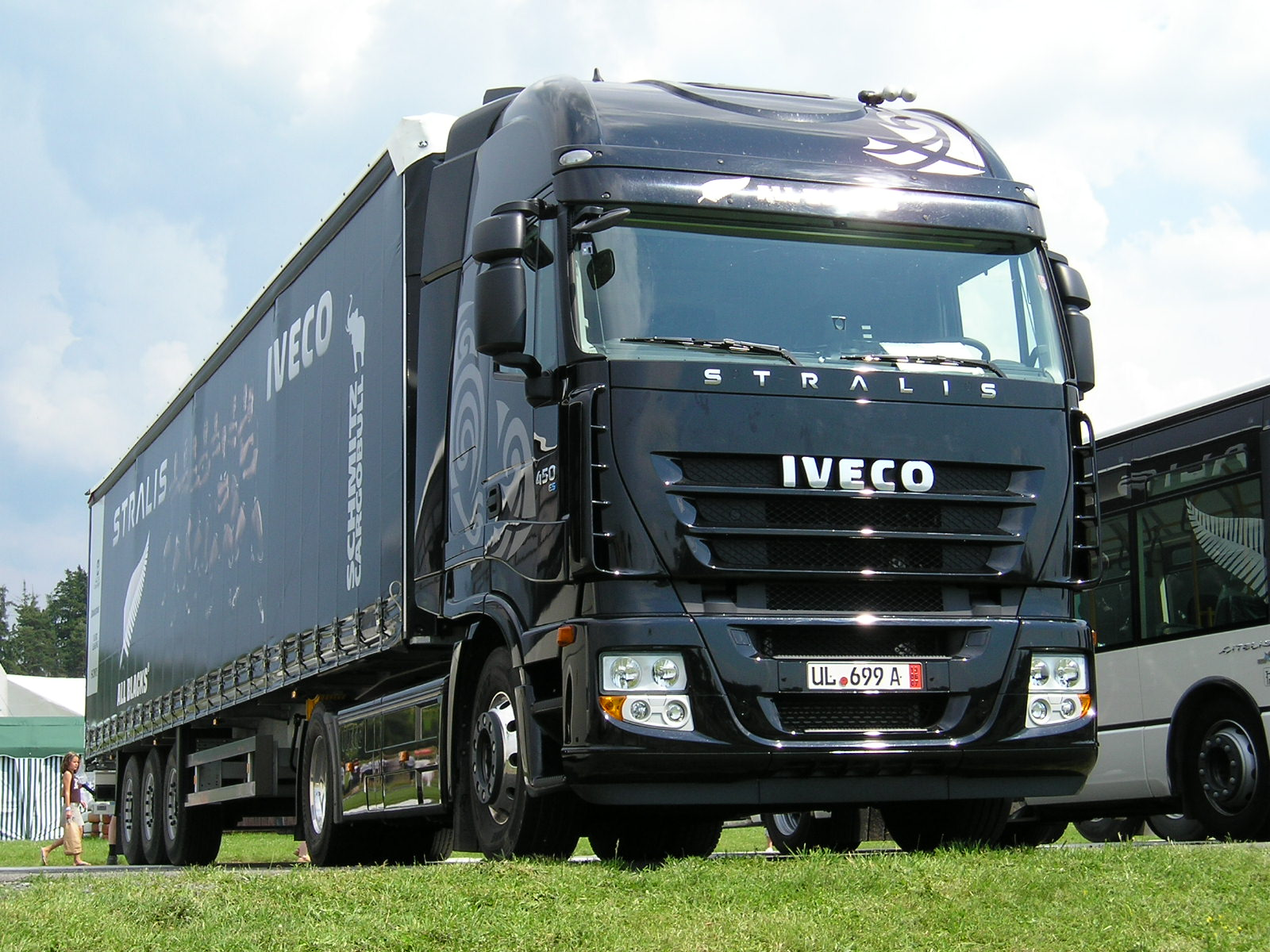
IVECO Stralis II AS 450 (2006–2012)
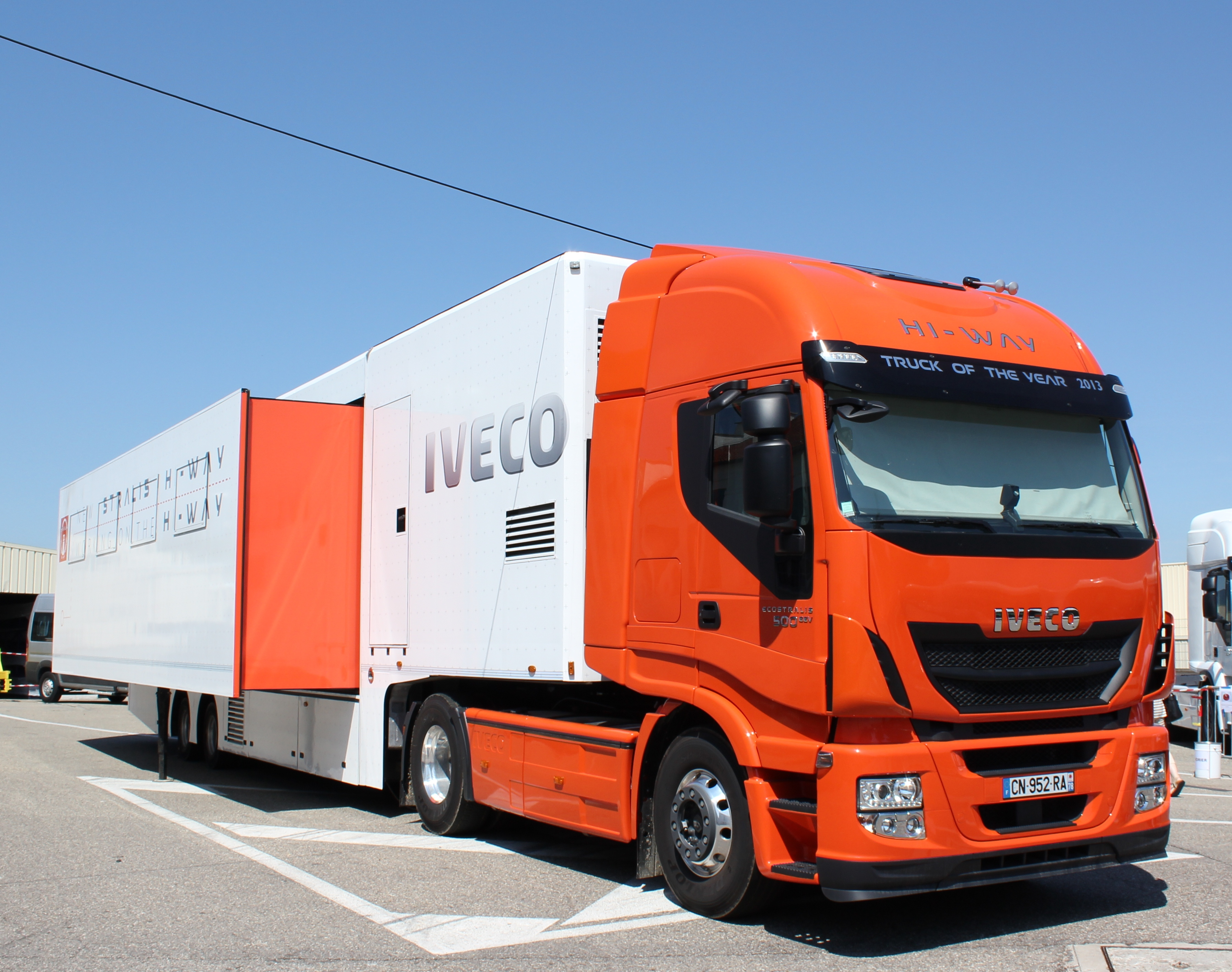
IVECO Stralis Hi-way (2013–2016)

#### S-Way
Als Nachfolger des Iveco Stralis ist 2019 der Iveco S-Way vorgestellt worden.

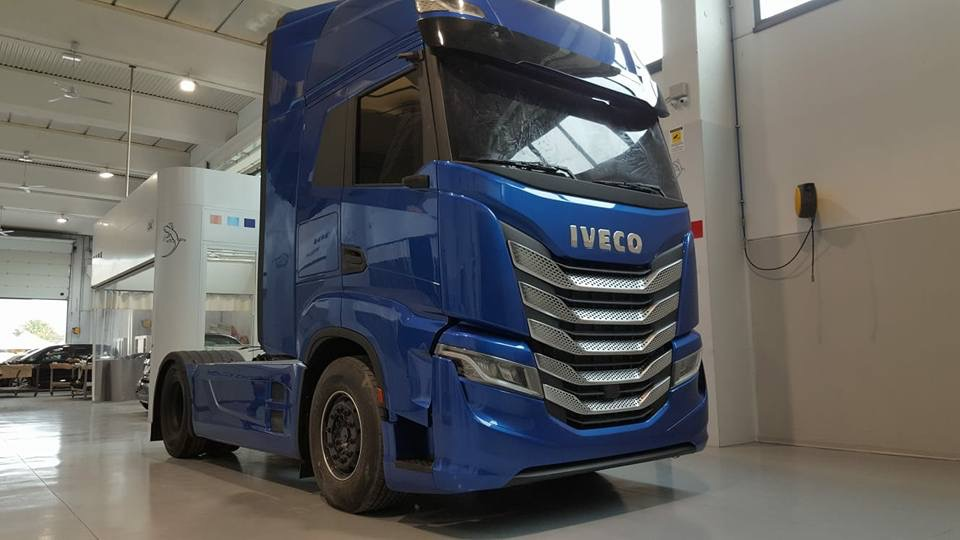
Iveco S-Way

#### X-Way
Um die Lücke zwischen dem Offroad Trakker und dem Onroad Stralis für Baustellenfahrzeuge zu schließen, hat Iveco 2017 den Iveco X-Way vorgestellt. Dieser verfügt über die gleichen Fahrerhäuser wie der Stralis bzw. seit der Modellpflege 2020 wie der S-Way.

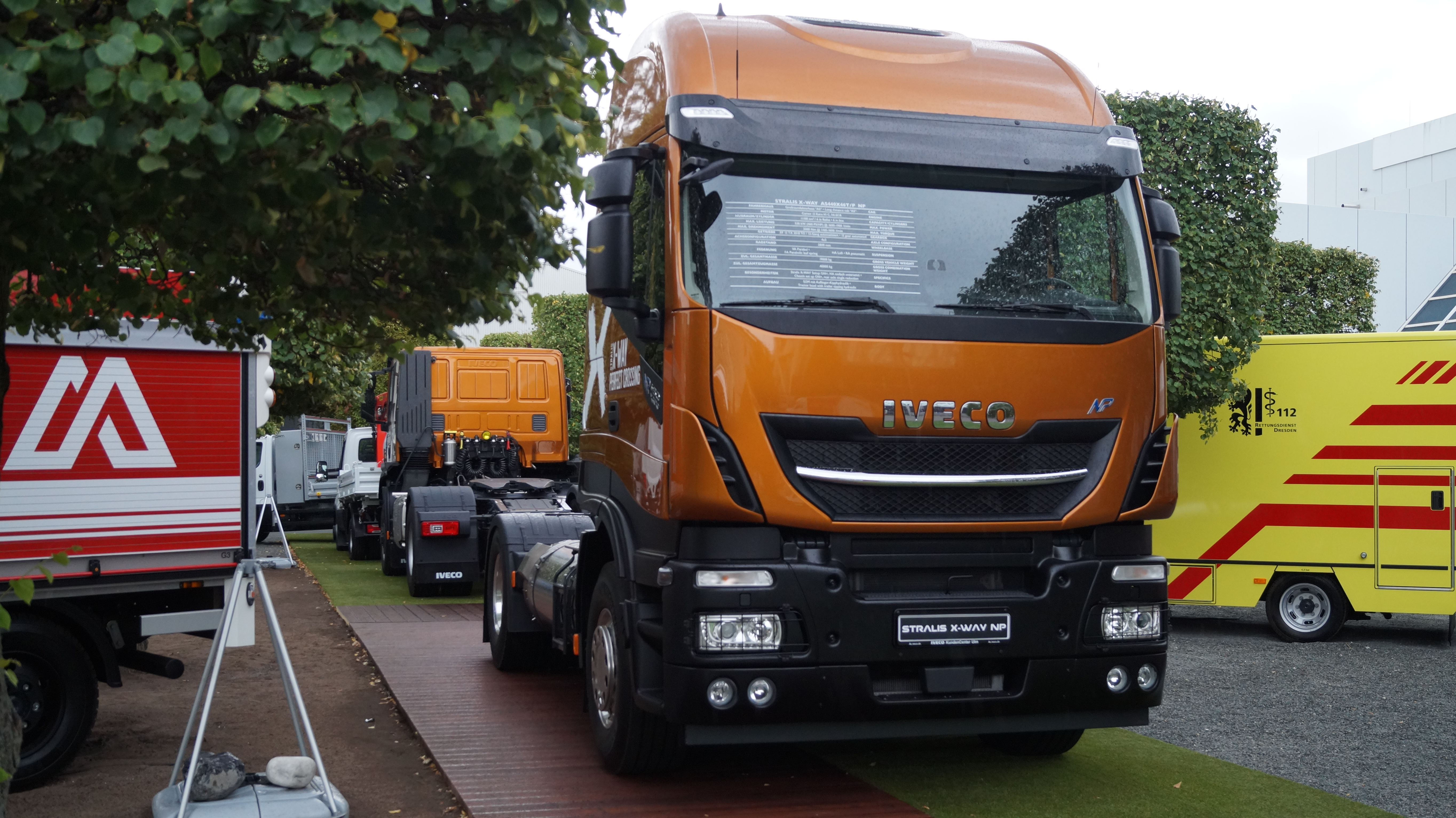
Iveco X-Way

#### Trakker
Der Iveco Trakker ist die Offroad-Version des Stralis AT bzw. des vorherigen Euro-Tech und mit diesen technisch eng verwandt. Alle schwereren Allradfahrzeuge werden als Trakker verkauft, Baufahrzeuge, sowohl Kipper wie auch Betonmischer, sind als Trakker auch ohne Allradantrieb erhältlich.

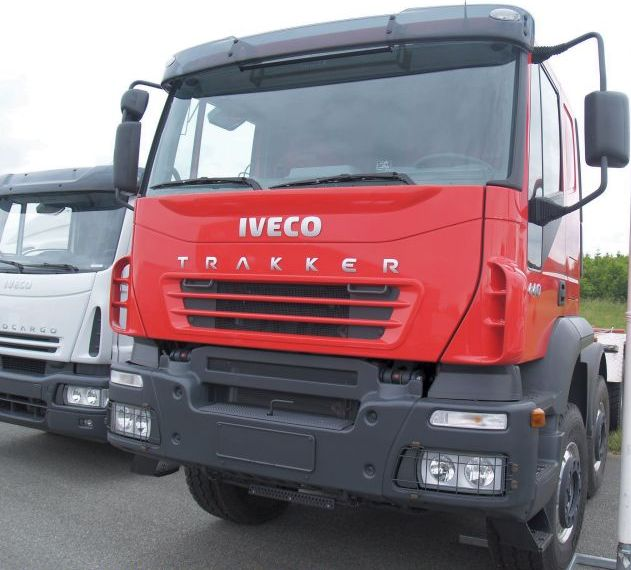
Iveco Trakker
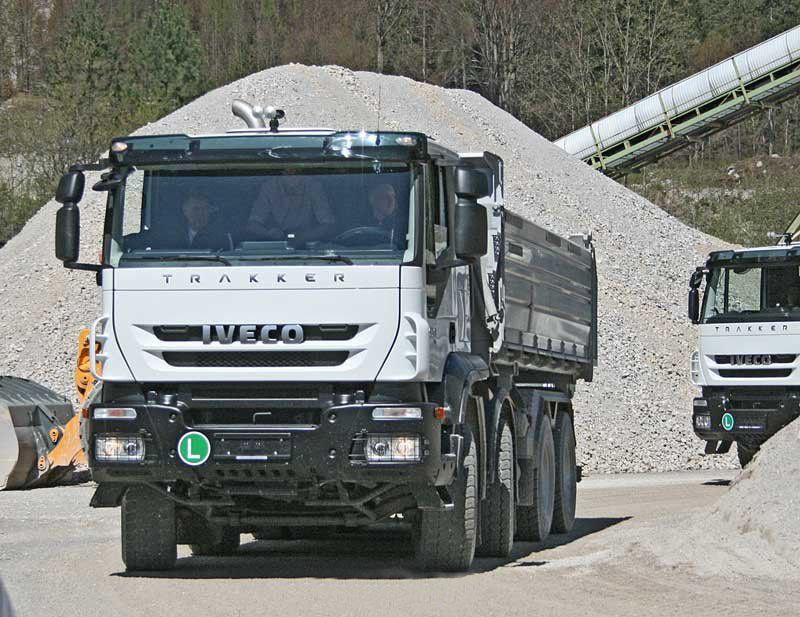
Iveco Trakker, 8×4-Baustellenkipper

#### Massif

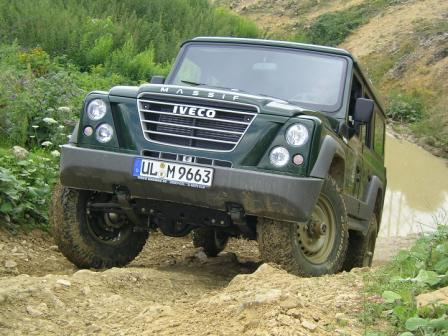
Iveco Massif

Der Iveco Massif ist ein Geländewagen, der mit zwei unterschiedlichen Radständen und in drei unterschiedlichen Karosserieversionen angeboten wurde. Die Modellreihe Iveco Massif wurde aus dem Santana PS-10 entwickelt, für den Iveco bisher schon die Motoren lieferte. Der Massif ist somit mit dem Land Rover Defender verwandt.
So ist der Iveco Massif ein robustes Allradfahrzeug, bei dessen Entwicklung professionelle Gelände-Einsätze für das Militär im Mittelpunkt standen.
Den Massif gibt es mit langem Radstand (2768 mm) als fünftürigen Station Wagon, als Pritschenwagen und Einzelkabine sowie mit kurzem Radstand (2451 mm) als dreitürigen Station Wagon. Alle Versionen sind mit Links- und Rechtslenkung erhältlich.
Der Massif besitzt eine Steigfähigkeit von über 100 %, Böschungswinkel von 50° vorn und 30° hinten sowie einen Rampenwinkel von 28 bzw. 152°. Die Wattiefe bei Standardausstattung beträgt 500 mm, die Bodenfreiheit bei serienmäßigen Rädern und Bereifung 200 mm. Der Allradantrieb ist abschaltbar und reduziert damit durch die dann freilaufende Vorderachse den Verbrauch erheblich. Für den Massif sind drei Ausstattungslinien verfügbar: Classico, Montagna und Avventura.
2011 endete die Produktion.

#### eSuperJolly
Der Iveco eSuperJolly ist ein elektrisch angetriebener Transporter, der Anfang 2026 auf den Markt kommen soll. Es gibt verschiedene baugleiche Modelle aus dem Stellantis-Konzern sowie von Toyota.

#### eJolly
Der Iveco eJolly ist ein elektrisch angetriebener Kleintransporter. Er soll im zweiten Quartal 2026 in den Handel kommen. Baugleiche Modelle sind der Citroën Jumpy, der Fiat Scudo, der Opel Vivaro, der Peugeot Expert und der Toyota Proace.

#### Iveco Bus
Unter der Marke Iveco Bus werden alle aktuellen Busmodelle vermarktet, vom Minibus Iveco Daily bis zum Reisebus Iveco Magelys.

## Militärfahrzeuge von Iveco
Zusammengefasst unter der Sparte Iveco Defence Vehicles bietet Iveco Militärfahrzeuge an. Seit 2004 wird der militärische Geländewagen Iveco LMV hergestellt. Außerdem werden militarisierte Versionen der LKW-Modelle von Iveco und Astra angeboten. In der Sparte Militärfahrzeuge besteht seit 1995 eine Kooperation mit dem ukrainischen Hersteller KrAZ (Iveco Motor Sitsch). Im Juli 2025 wurde Iveco Defence Vehicles, an den italienischen Rüstungskonzern Leonardo verkauft.

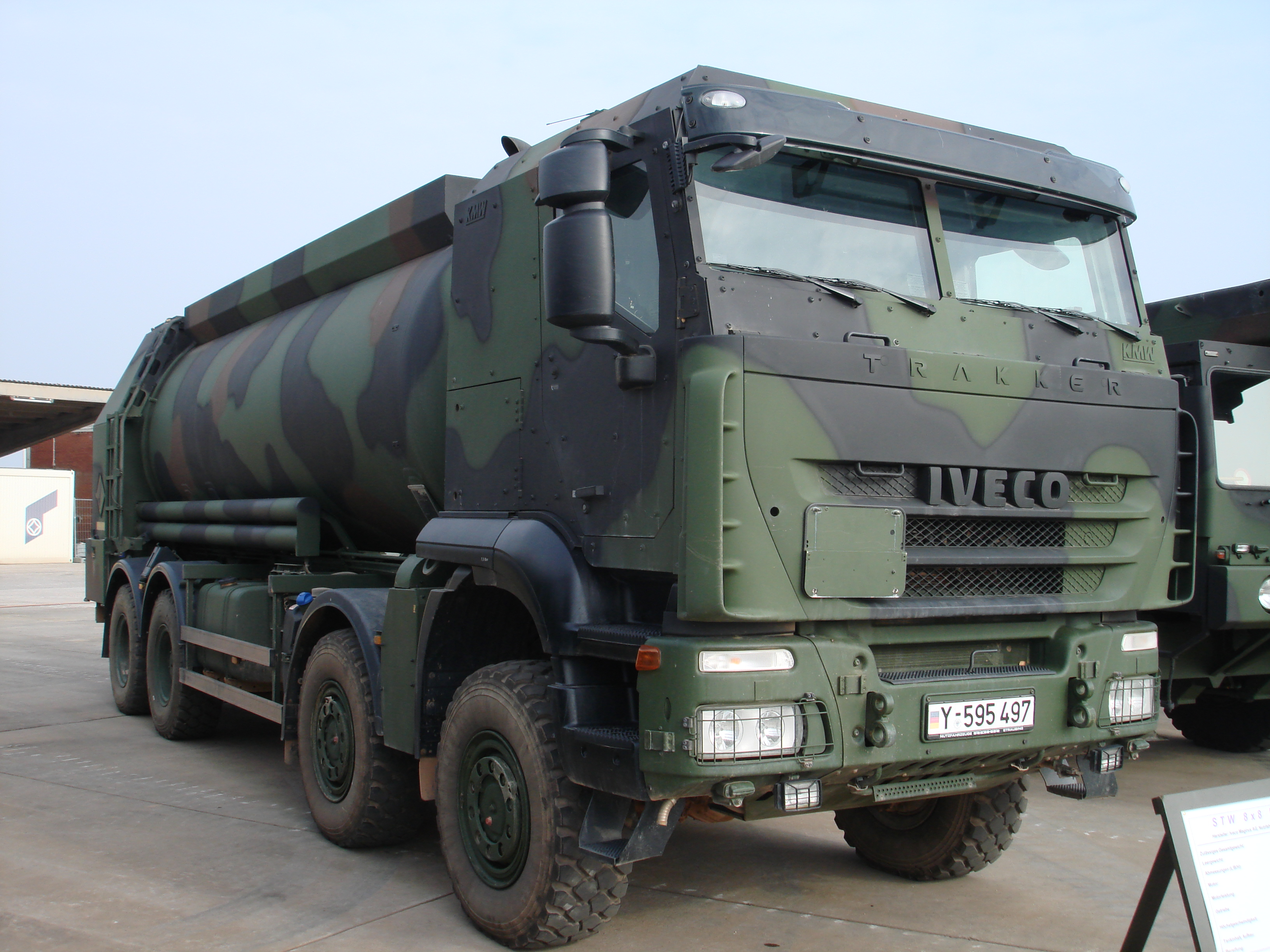
Iveco Trakker als Tanklastwagen der Bundeswehr
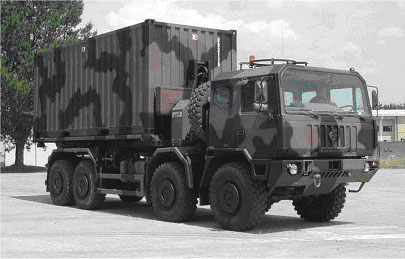
Astra/Iveco ACTL
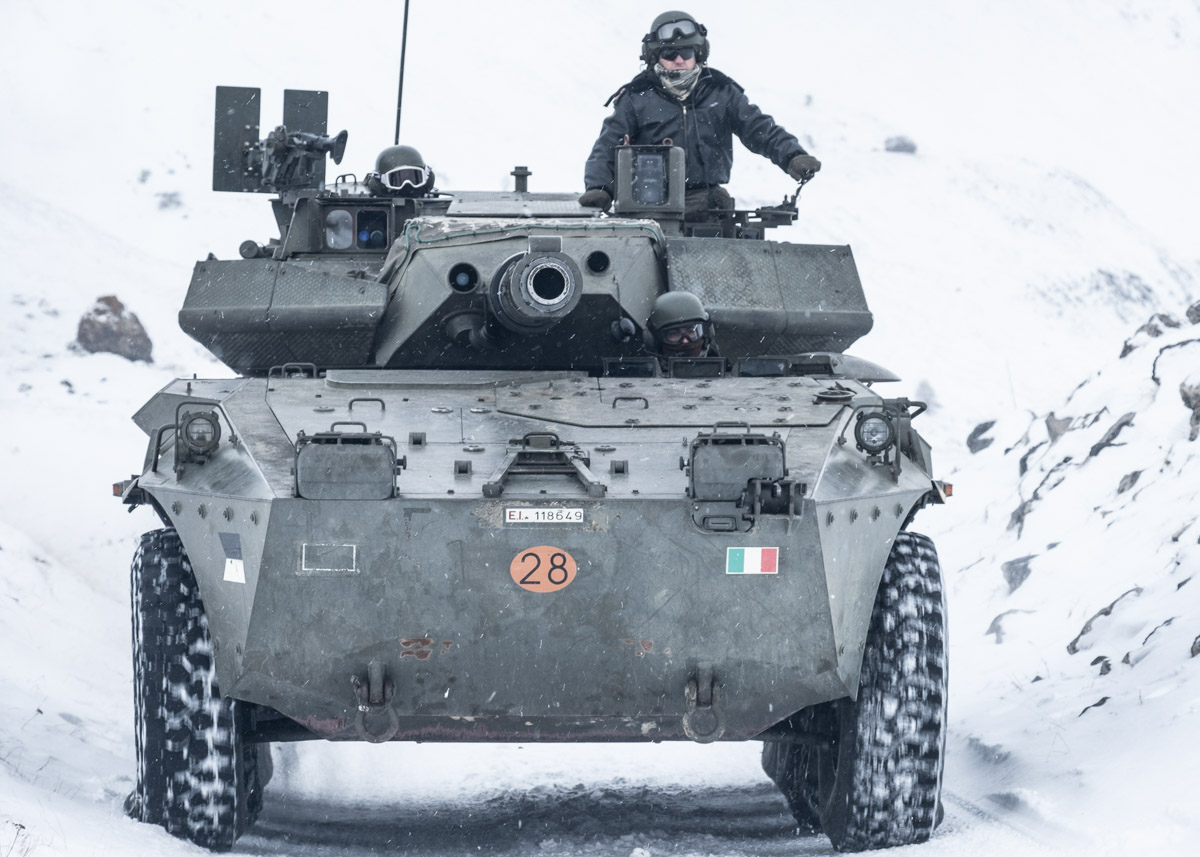
Radpanzer Centauro des italienischen Heeres
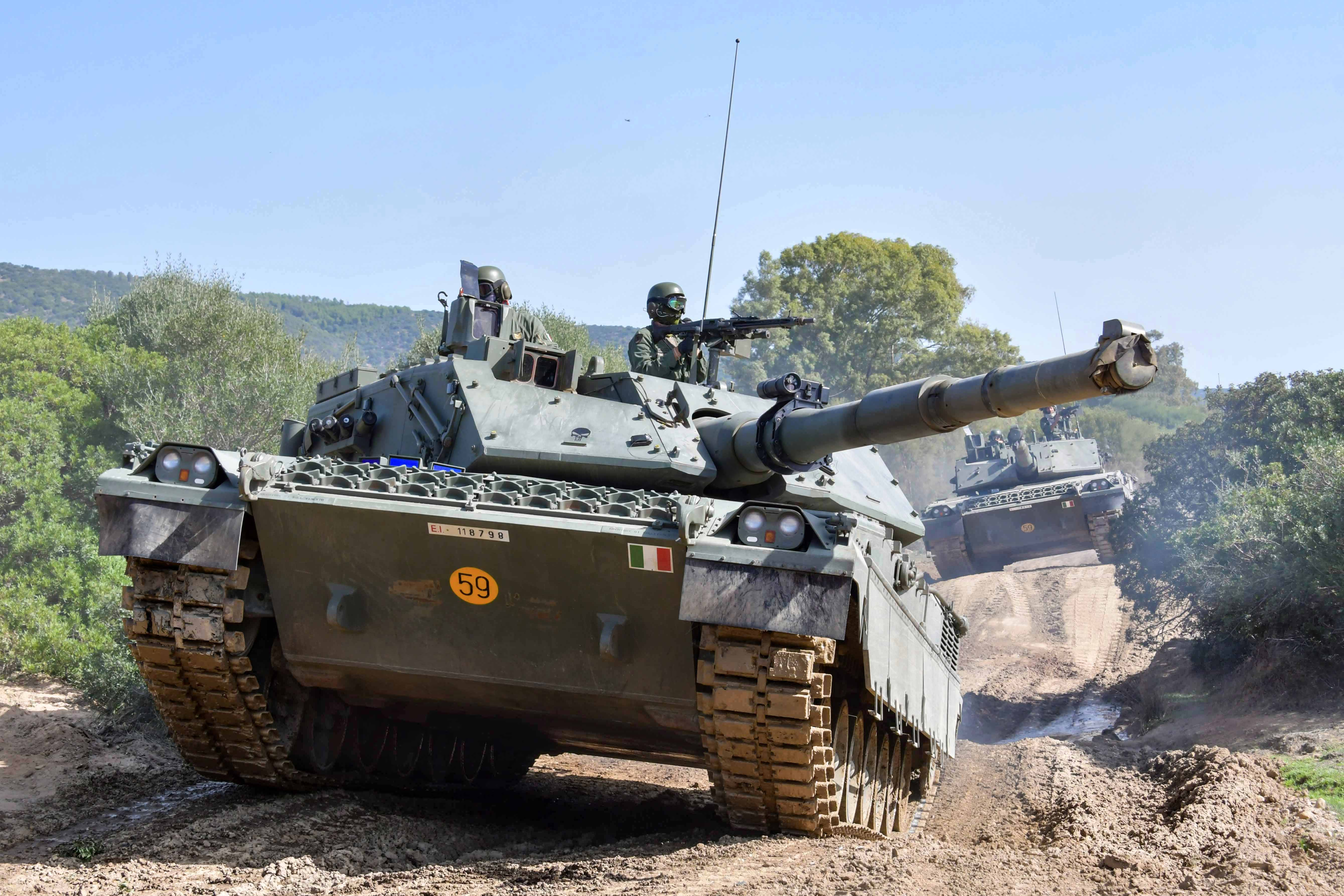
Kampfpanzer Ariete des italienischen Heeres
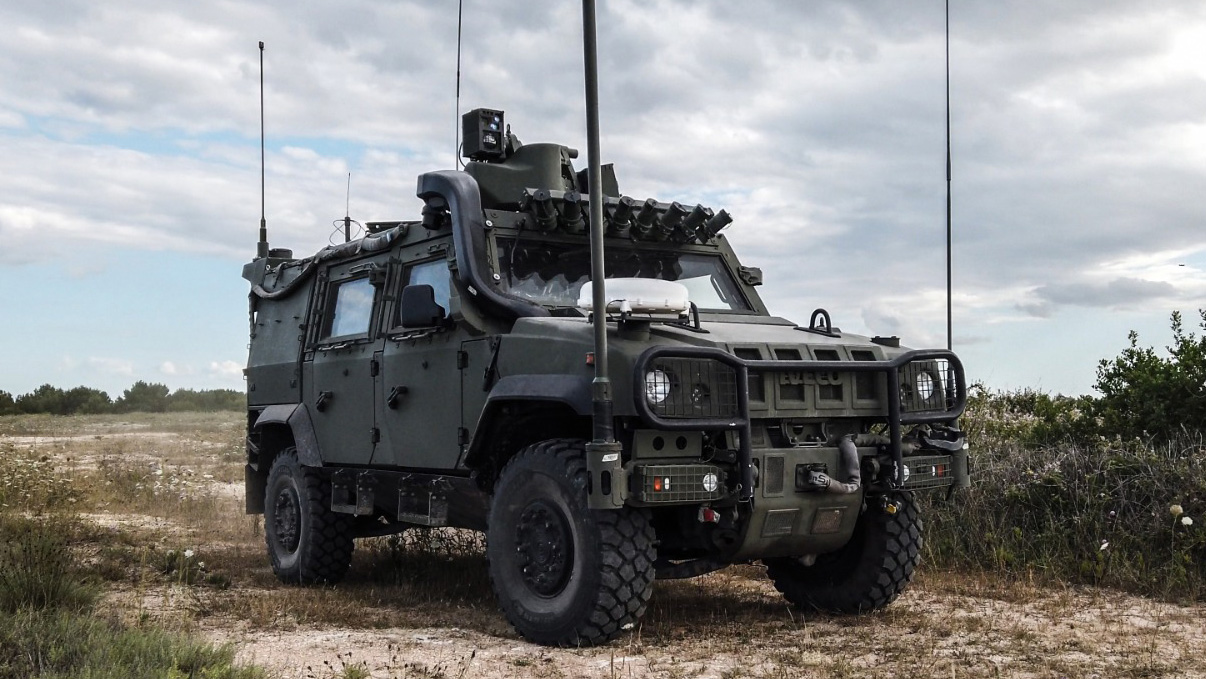
Iveco LMV 2
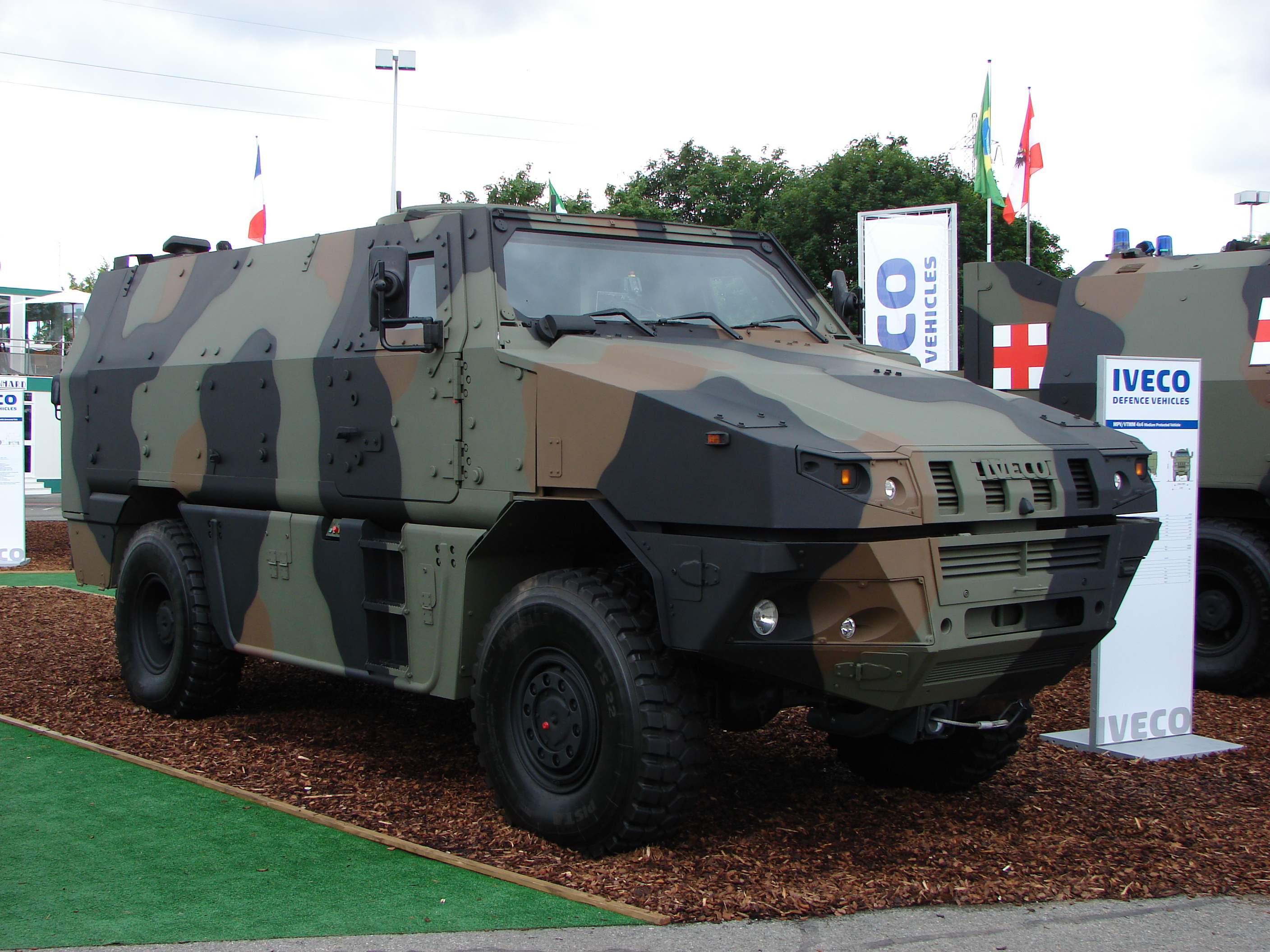
IVECO MPV
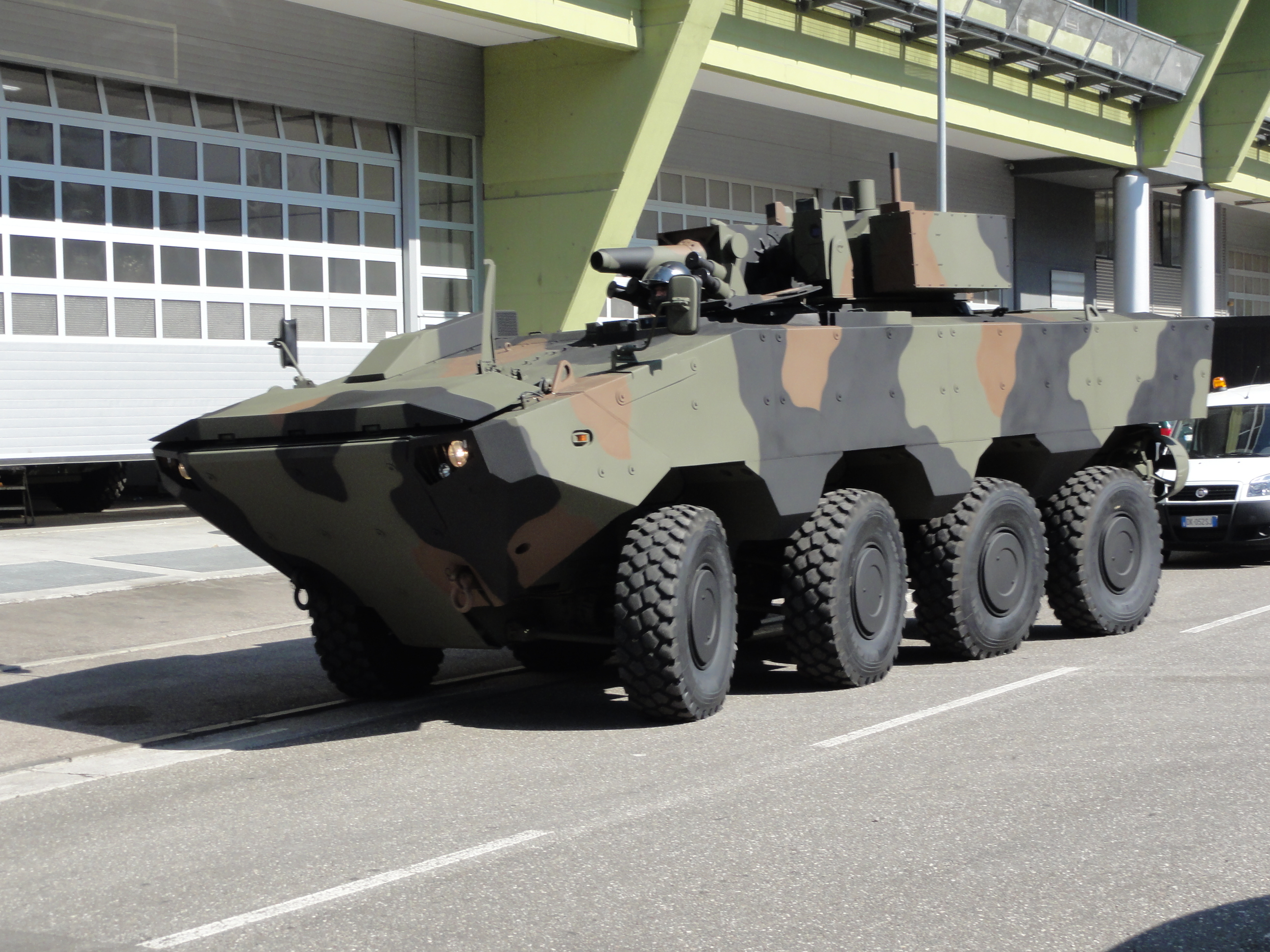
Iveco SuperAV